# Aslan Bjania
Aslan Bjania (en abkhaze : Аслан Гьаргь-иҧа Бжьаниа ; en géorgien : ასლან გიორგის-ძე ბჟანია ; en russe : Аслан Георгиевич Бжания), né le 6 avril 1963 à Tamichi en Abkhazie, est un homme politique abkhaze et homme d'affaires russe qui a exercé la fonction de directeur du SBG (Service de sécurité d’État) d'Abkhazie de 2010 à 2014. Il est membre de l'Assemblée du peuple d'Abkhazie de 2017 à 2020. Il est le cinquième président de la république autoproclamée d'Abkhazie, du 23 avril 2020 au 19 novembre 2024.
Né dans la république socialiste soviétique autonome d'Abkhazie, alors région géorgienne, Aslan Bjania commence sa carrière pendant la guerre d'Abkhazie de 1992-1993, pendant laquelle il sert dans le Service de sécurité (SBG) du côté séparatiste. Il part pour la Russie et se lance dans une carrière dans le secteur privé. Il rejoint la politique abkhaze à la suite de la reconnaissance de l'Abkhazie par la Russie en 2008 et travaille d'abord à l'ambassade abkhaze à Moscou avant d'être nommé par le président Sergueï Baghapch à la tête du puissant SBG en 2010, une position qu'il garde jusqu'à la révolution abkhaze de 2014. C'est dans le cadre de cette fonction qu'il est nommé responsable de la sécurité régionale lors des Jeux olympiques d'hiver de 2014 tenus à Sotchi.
À la suite d'un échec à l'élection présidentielle de 2014 face à Raoul Khadjimba, Bjania devient rapidement le chef de l'opposition et prend la tête d'un mouvement de manifestations demandant la démission du président, jusqu'à son élection comme député à l'Assemblée du peuple lors des élections parlementaires de 2017. Candidat favori de l'opposition à l'élection présidentielle de 2019, il est victime d'un empoisonnement mystérieux durant sa campagne. Il est obligé d'abandonner sa candidature en faveur d'Alkhas Kvitsinia, qui perd les élections considérées par l'opposition comme illégitimes. Bjania mène avec succès les manifestations de janvier 2020 qui ont pour conséquence la démission de Khadjimba et l'arrivée d'un gouvernement provisoire.
Aslan Bjania est élu président de l'Abkhazie, une république autoproclamée reconnue par la communauté internationale comme faisant partie de la Géorgie, en mars 2020, au premier tour d'élections anticipées. Sa présidence est largement marquée par la pandémie de Covid-19 et la crise financière qui en découle, une tentative de lutte contre la criminalité, une crise énergétique et les premières ouvertures vers un dialogue abkhazo-géorgien depuis la guerre russo-géorgienne de 2008. Bjania se considère comme un héritier des présidences de Sergueï Baghapch et d'Alexandre Ankvab.
Le 19 novembre 2024, il démissionne à la suite de manifestations contestant son projet d'accord d'investissement avec la Russie.

## Jeunesse et formation

### Famille et origines
Aslan Bjania nait le 6 avril 1963 à Tamichi, un village du district d'Otchamtchiré en Abkhazie soviétique, dans une famille d'enseignants. Son père, Guiorgui, à la naissance d'Aslan, enseigne dans une école locale, avant de devenir le directeur de l'école secondaire de Tamichi.
Son grand-père Achkhangueri Bjania est connu pour la description que fait de lui le romancier britannique John Boynton Priestley, qui visite l'Abkhazie en 1947 et lui attribue l'âge avancé de 147 ans. L'âge d'Achkhangueri Bjania n'a jamais été confirmé par les autorités soviétiques mais l'Abkhazie est alors connue pour ses supercentenaires, ce qui ferait de 1799 son année de naissance. La famille Bjania appartient au clan Abjoui, une tribu abkhaze qui disparait en grande partie à la suite de l'annexion de l'Abkhazie par la Russie impériale au XIXe siècle.
Bjania reste proche de son village natal, dont une large partie de la population est ethniquement géorgienne, tout au long de sa vie professionnelle. C'est ainsi qu'en mars 2020, près de 400 villageois de Tamichi bloquent l'autoroute principale abkhaze lors d'une deuxième tentative présumée d'empoisonnement. Bien qu'il réside entre Sokhoumi et Moscou depuis les années 1990, sa résidence officielle reste à Tamichi.
Aslan Bjania épouse Aelita Ahiba. Celle-ci, diplômée de la Faculté de droit de l'université d'État de Moscou, travaille comme assistante de Vladislav Ardzinba, le premier chef séparatiste de l'Abkhazie, jusqu'en 1993. Malgré sa position de première dame d'Abkhazie, Aelita vit à Moscou avec leurs deux enfants, où elle travaille pour la Chambre des comptes de la fédération de Russie. Le couple a une fille, Aéline (née en 1987), qui est diplômée de la Première Université de médecine Ivan Setchenov de Moscou, et un fils, Maxime (né en 1991), homme d'affaires et actionnaire de la Yug-Investbank.

### Formation

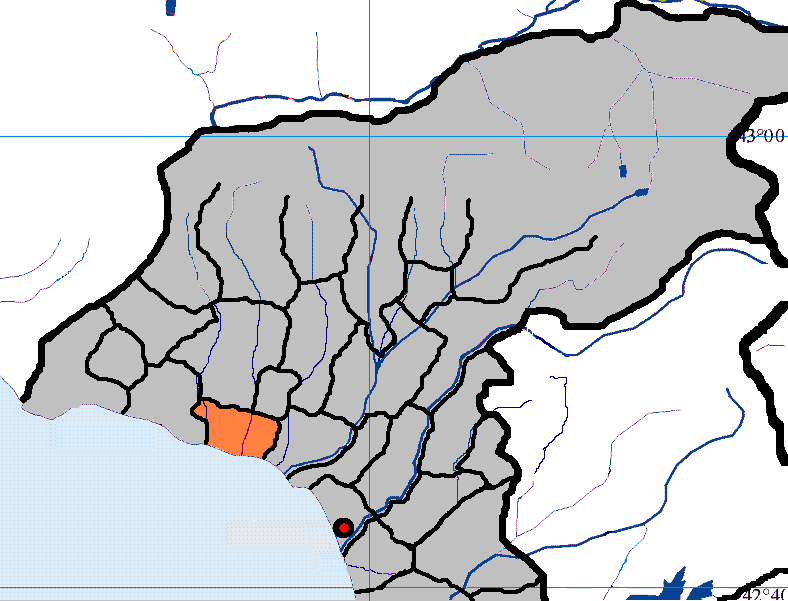
Tamichi dans la région d'Otchamtchiré.

Aslan Bjania finit son éducation secondaire au lycée de Tamichi en 1980. À 18 ans, il part vivre au Kirghizistan pour étudier l'ingénierie civile à l'Institut polytechnique de Frounzé. Il change en 1982 pour l'Université technique d'État de la construction automobile et routière de Moscou, dont il sort diplômé en 1985. Par la suite, il commence à travailler au département de la construction de l'entreprise de charpente d'État Ougranski, dans la région de Smolensk.
En 1987, il retourne en Abkhazie pour travailler pendant deux ans comme chef du Komsomol d'Otchamtchiré, le comité local de la jeunesse communiste. En 1989, durant les derniers mois de l'URSS, il suit une formation à l'Académie du renseignement extérieur du KGB jusqu'en 1981 alors que la Géorgie a déjà déclaré son indépendance. Sorti de l'académie, il travaille comme officier opérationnel.

## Pendant la guerre d'Abkhazie
À la suite de l'indépendance de la Géorgie, le pays sombre dans le chaos pendant la guerre civile géorgienne. Durant cette période, Bjania travaille comme officier du KGB d'Abkhazie mais il prend ses distances vis-à-vis des autorités géorgiennes avec l'arrivée au pouvoir du séparatiste Vladislav Ardzinba dans le gouvernement autonome abkhaze. En 1992, il est en poste à Goudaouta, qui devient rapidement le bastion des forces séparatistes. Le 14 août 1992, une intervention militaire géorgienne aboutit à la guerre d'Abkhazie.
Quand la guerre commence, Aslan Bjania quitte rapidement l'Abkhazie et part vivre à Moscou. Ce départ sera plus tard largement critiqué par son opposition, et certains de ses collègues de Goudaouta l'accuseront d'avoir déserté le front. Bjania allègue avoir emménagé en Russie pour soutenir les efforts à l'aide humanitaire : à la suite de la prise de Gagra par les séparatistes le 6 octobre 1992, il aurait organisé le regroupement de vingt tonnes de sucre, farine et beurre avec deux autres Abkhazes de Moscou. Cette version est confirmée en 2014 par Vitali Bganba, président de l'Union des vétérans du Service de sécurité.
En octobre, il retourne en Abkhazie et reste à Goudaouta, loin de toute bataille, avec le rang de lieutenant principal du Service de sécurité d'État d'Abkhazie (SBG). En juillet 1993, alors que les forces abkhazes commencent à prendre le dessus sur les troupes du gouvernement central, Bjania est envoyé à l'étranger dans une opération secrète, probablement en Russie par le directeur du SBG, Guennadi Beroulava. Le 27 septembre 1993, le jour-même de la prise de Sokhoumi par les Abkhazes, symbolisant la défaite des Géorgiens, la fin de la guerre et le début d'un nettoyage ethnique, Bjania quitte l'Abkhazie de nouveau, officiellement dans le cadre de ses fonctions. En décembre 1999, six ans après la guerre, il est officiellement transféré dans les services de réserve du SBG.

## En Russie

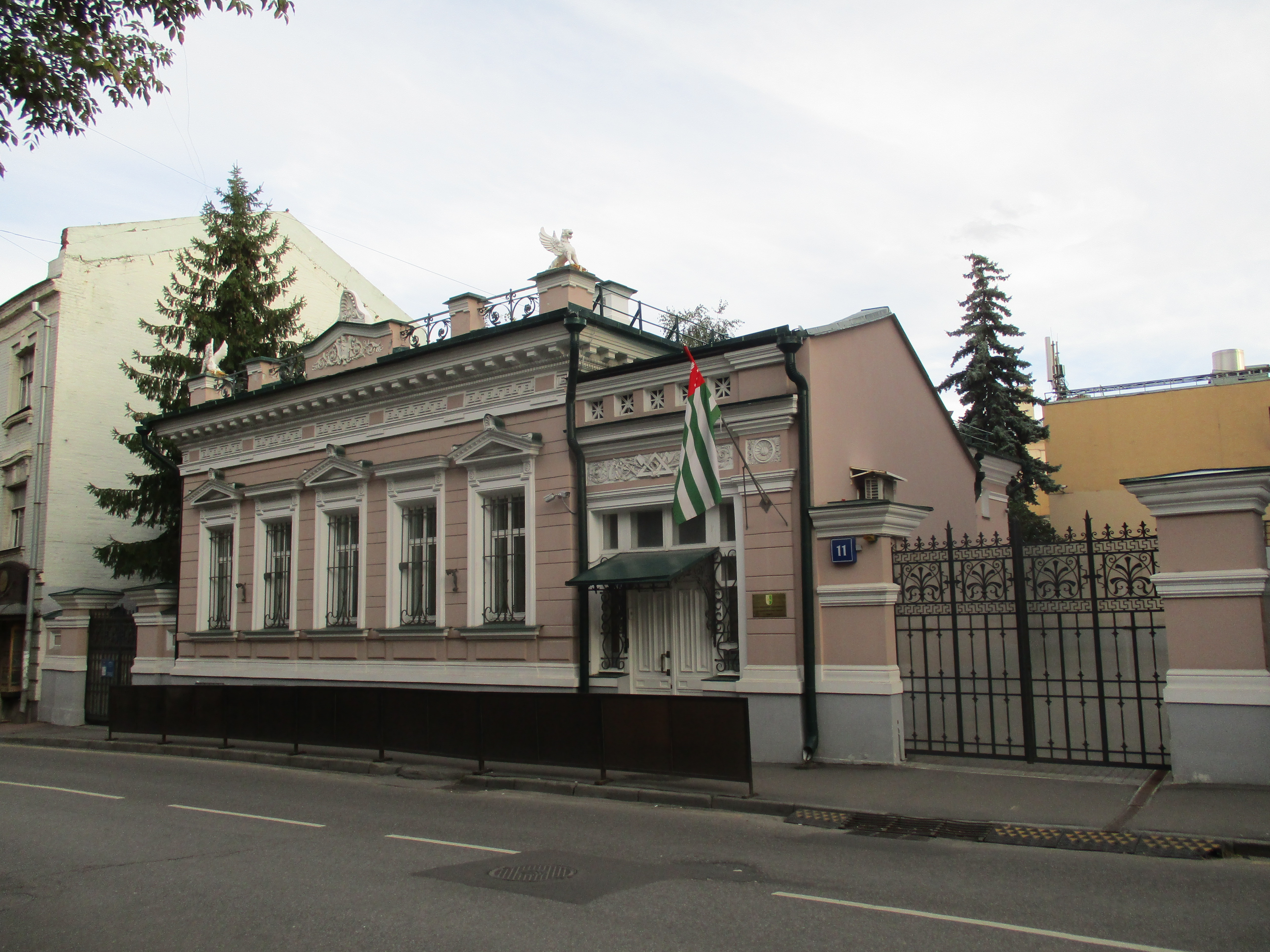
Bjania travaille à l'ambassade abkhaze à Moscou en 2009-2010.

En 1994, Aslan Bjania emménage à Moscou pour se lancer dans une carrière dans le secteur privé. Il étudie temporairement à l'Académie russe de l'économie nationale et finit ses études en 1999. En décembre 1999, il lance sa première compagnie, Athos, agence touristique encourageant les Russes à visiter l'Abkhazie. Jusqu'en 2008, il dirige plusieurs compagnies et s'enrichit : il devient propriétaire de trois maisons à Moscou (deux à Sokhoumi et une à Sotchi), trois voitures, ainsi que de quatre terrains en Abkhazie et en Russie pour un total de 11 hectares.
À partir de 2007, il réside plus fréquemment en Abkhazie et commence à y transférer ses actifs financiers.
Quand l'indépendance de l'Abkhazie est reconnue par la Russie à la suite de la guerre russo-géorgienne de 2008, Bjania est envoyé par le président Sergueï Baghapch, le 1er janvier 2009, comme conseiller économique à l'ambassade abkhaze à Moscou auprès de l'ambassadeur Igor Akhba. Il garde cette fonction jusqu'au 24 février 2010.

## De retour en Abkhazie

### Chef du Service de Sécurité

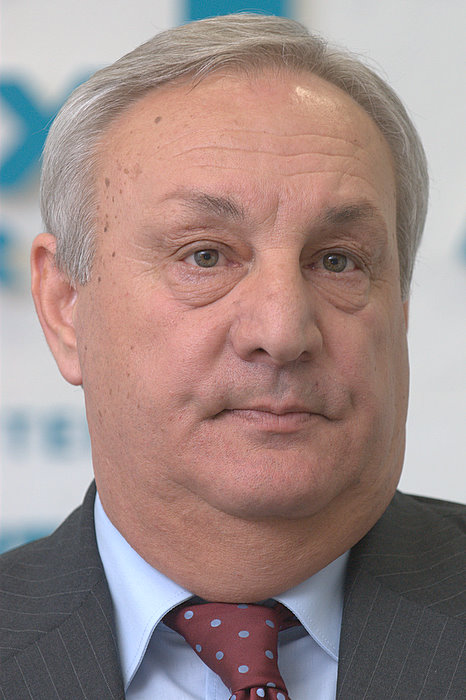
Sergueï Baghapch

Le 24 février 2010, le président abkhaze Sergueï Baghapch nomme Aslan Bjania directeur du Service de Sécurité d'État de la république d'Abkhazie (le SBG) pour remplacer Iouri Achboua, qui démissionne avec le reste du gouvernement d'Alexandre Ankvab. Sa nomination dans le cabinet du Premier ministre Sergueï Chamba est une surprise pour de nombreux experts politiques en raison de son manque d'expérience. Toutefois, Bjania, en tant que chef des services de renseignement de la république séparatiste, est bientôt surnommé « la figure politique la plus invisible » d'Abkhazie.
Ses fonctions en tant que directeur du SBG font de lui une présence rare dans la politique abkhaze où il ne fait que quelques apparitions dans les premiers mois. En décembre 2010, il ordonne au ministère de l'Éducation d'inspecter tous les systèmes de ventilation des écoles à travers le pays, ayant reçu des informations sur une tentative d'attentat terroriste dans une école. Il est également nommé au conseil de coordination des agences des forces de l'ordre pour combattre le commerce des narcotiques en Abkhazie.
Quand le président Baghapch meurt le 29 mai 2011, il maintient sa position sous la nouvelle présidence d'Alexandre Ankvab, dont il devient un proche allié. Mais l'absence d'enquête par Bjania sur la mort de Baghapch mène certains membres de l'opposition à l'accuser de cacher certaines informations. Durant son mandat, il parvient néanmoins à empêcher une quinzaine d'attentats terroristes contre le président Ankvab, le vice-président Mikhaïl Logoua, le premier ministre Léonid Lakerbaïa et les gouverneurs de Goudaouta et de Bitchvinta,. Sous sa direction, le SBG déjoue une tentative de sabotage sur la compagnie de train abkhaze, neutralise la branche de Goudaouta de l'Émirat du Caucase, empêche trois groupes de reconnaissance étrangers de traverser la frontière abkhaze et capture sept individus qu'il qualifie d'« agents de gouvernements étrangers ». Bjania est également l'un des dignitaires nommés responsables de l'enquête sur l'assassinat du premier secrétaire à l'ambassade russe en Abkhazie en 2013.
C'est sous la direction de Bjania que les forces armées russes commencent à ériger des fils barbelés sur la ligne de séparation entre l'Abkhazie et la Géorgie, un processus surnommé « ligne d'occupation » par les capitales occidentales et Tbilissi. Il organise aussi l'entraînement des forces de sécurité abkhazes par les garde-frontières et les forces navales envoyés par la Russie en 2010. Toutefois, la région frontalière de Gali étant majoritairement habitée par des Géorgiens, Bjania fait ouvrir des points de passage dans les villages de Saberio et Pakhoulani, puis à Nabakevi et Otobaïa en mai 2013 pour faciliter le passage de la ligne de séparation par des Géorgiens locaux, une décision largement critiquée par l'opposition anti-gouvernementale qui voit dans ces mesures une ouverture vers la Géorgie. La question des Géorgiens de Gali et de Tkvartcheli reste néanmoins politiquement tendue : comprenant 98% de la population de Gali et 63% de la population de Tkvartcheli, la grande majorité des Géorgiens locaux n'a pas la citoyenneté abkhaze et Bjania est nommé par le président Ankvab en mai 2013 à la Commission d'État chargée d'étudier l'attribution de la citoyenneté abkhaze aux Géorgiens.
Les relations entre Tbilissi et Sokhoumi se détériorent à nouveau en avril 2011 durant un conflit armé entre miliciens géorgiens locaux et soldats russes dans le village frontalier de Tchoubourkhindji, qui aboutit à la mort d'un Russe et de deux Géorgiens. Bjania accuse alors le Ministère des Affaires intérieures de Géorgie d'avoir organisé une tentative de déstabilisation régionale avec des milices basées à Zougdidi pour justifier une intervention militaire géorgienne à Gali.

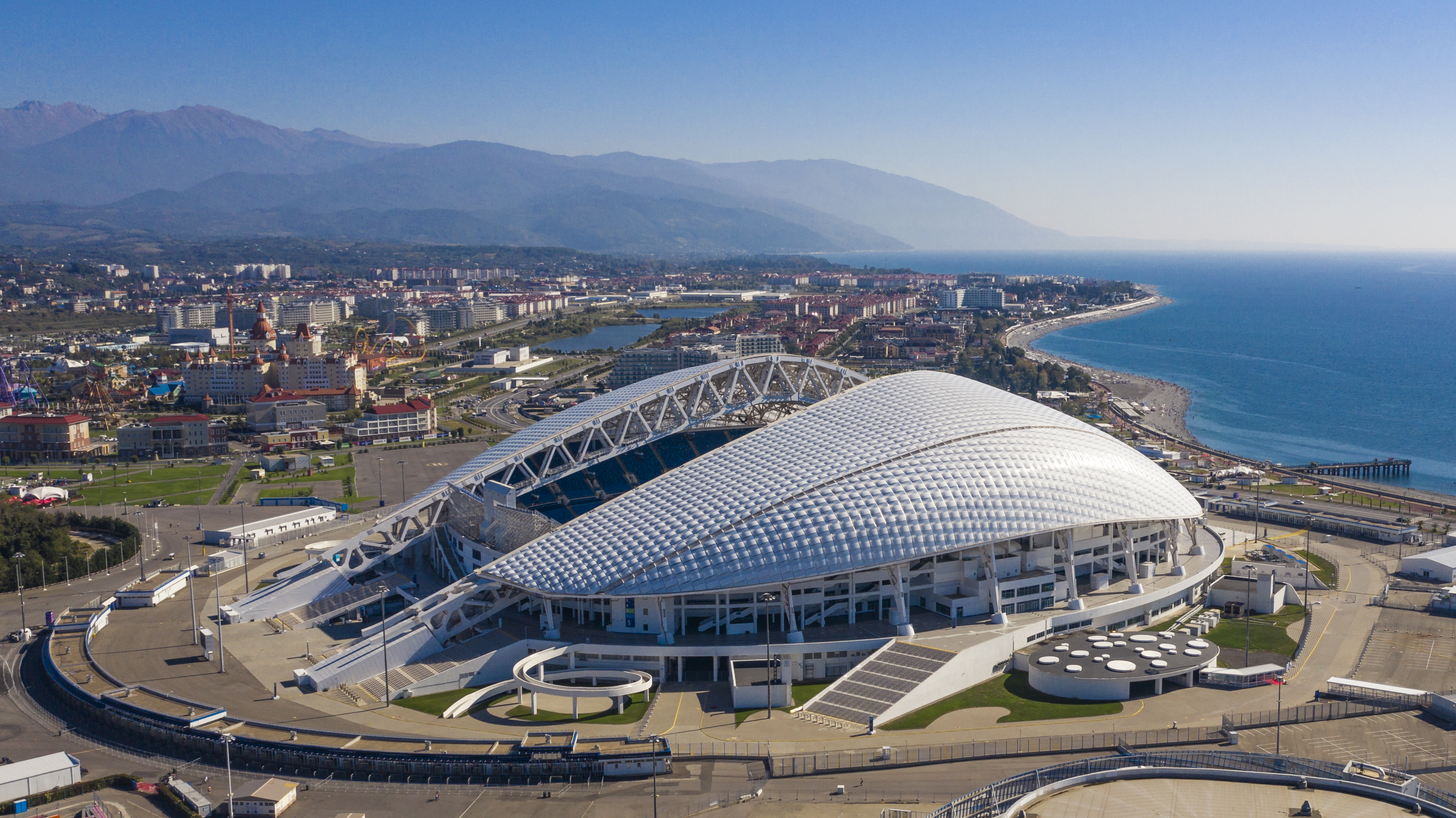
Infrastructure olympique à la frontière abkhazo-russe.

A l'occasion des Jeux olympiques d'hiver de 2014 qui se déroulent en février dans la ville russe de Sotchi, non loin de la frontière russo-abkhaze, Aslan Bjania est nommé responsable de la sécurité régionale par le gouvernement abkhaze pour empêcher toute tentative de déstabilisation de la compétition. Le 7 janvier, il impose un quota quotidien de 500 véhicules à la frontière, une mesure largement critiquée pour ses effets négatifs sur l'importation de produits venant de Russie. À partir du 20 janvier, il impose l'état d'urgence dans huit villages de la région de Gagra, autorisant seulement les résidents locaux à entrer dans la zone tampon ; cette décision est largement condamnée par le gouvernement géorgien, qui accuse Bjania d'avancer de facto la frontière russe de 11 kilomètres. Un point de contrôle dirigé par le SBG est mis en place sur l'autoroute Psoou-Engouri et des agents du SBG sont installés au village de Kholodnaïa-Retchka. Une trentaine de citoyens arméniens et d'Asie centrale sont déportés hors d'Abkhazie durant cette période et le SBG renforce ses positions sur la ligne de séparation de la Géorgie. Bjania interdit enfin aux employés du SBG de prendre des vacances de janvier au mois de mars.
Selon Bjania, ces mesures empêchent une attaque terroriste certaine sur les infrastructures olympiques de Sotchi. En mai 2014, le président Ankvab lui décerne le grade de major général, tandis qu'un mois plus tard, le président russe Vladimir Poutine lui accorde l'Ordre de l'Amitié de Russie pour son rôle dans la préservation de la sécurité des Jeux olympiques.
Toutefois, le mandat de Bjania à la tête du SBG est souvent critiqué par son opposition, qui l'accuse de mal dépenser les fonds attribués par Moscou au Service de Sécurité, tandis que de nombreux officiers du SBG travaillant sur la ligne de séparation abkhazo-géorgienne sont accusés de corruption.
En mai 2014, de grandes manifestations rassemblent des milliers de protestataires contre le président Ankvab, protestant contre sa politique d'assimilation des Géorgiens d'Abkhazie. Quand près de 10 000 manifestants s'emparent du palais présidentiel, Bjania et le ministre de la Défense Merab Kichmaria signent une déclaration soutenant Ankvab et mettant en garde contre les « conséquences catastrophiques » des manifestations. Le 31 mai 2014, Ankvab démissionne au cours de ce que Bjania appelle un coup d'État. Il conserve alors sa position par intérim et la garde jusqu'à son remplacement par Zourab Margania, son ancien député, nommé par le nouveau président Raoul Khadjimba le 29 septembre 2014. L'une des premières décisions de Khadjimba est de fermer cinq points de passage ouverts par Bjania reliant l'Abkhazie à la Géorgie.

### Élections présidentielles de 2014

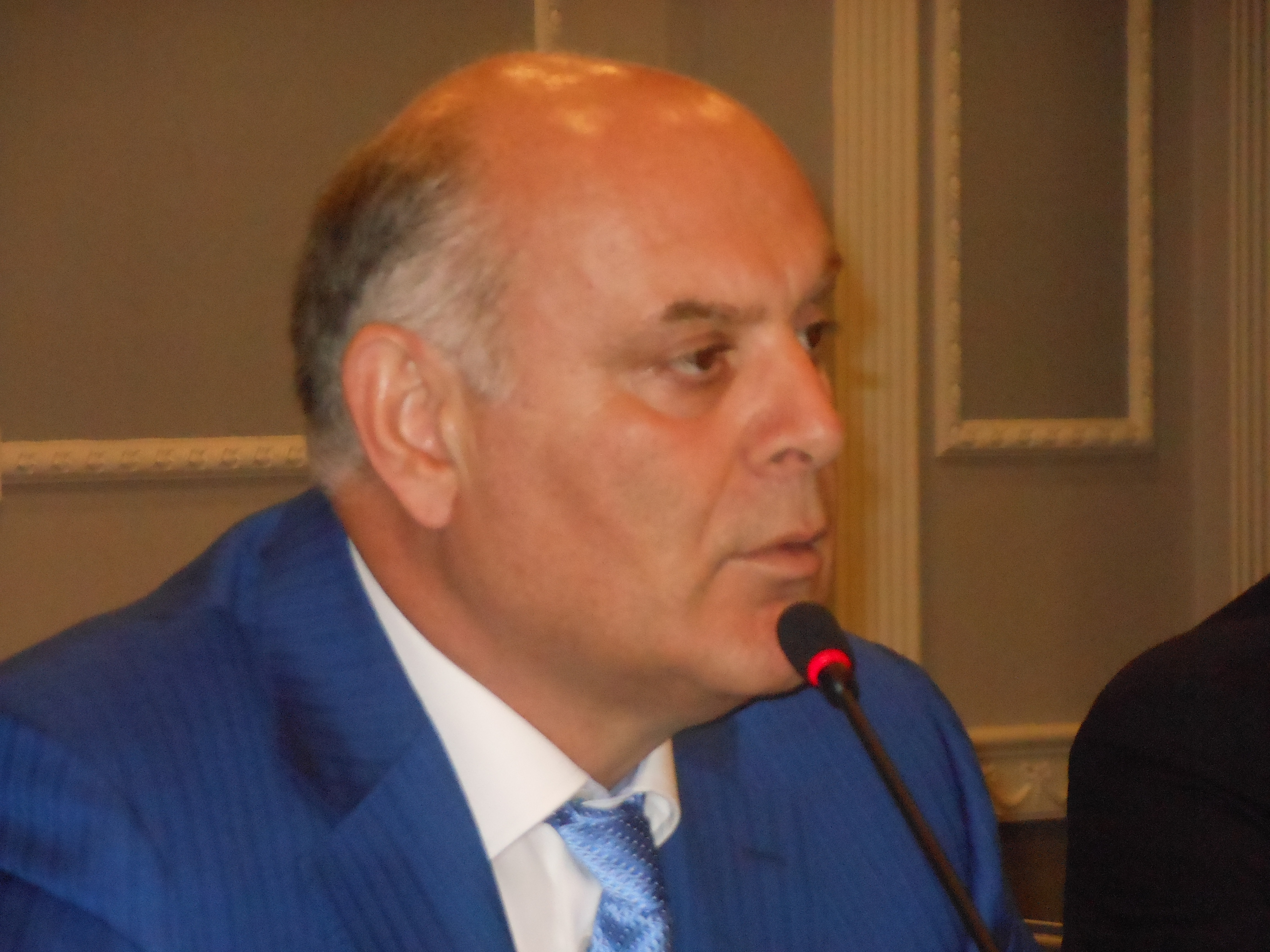
Aslan Bjania en 2014.

La Commission électorale centrale d'Abkhazie fixe le 24 août 2014 comme date d'élections présidentielles spéciales à la suite de la démission d'Ankvab. Aslan Bjania est candidat sans étiquette le 2 juillet, dernier des quatre candidats à annoncer sa candidature. Il s'oppose à Raoul Khadjimba, ancien vice-président et chef de l'opposition, au ministre de la Défense Merab Kichmaria et à l'ancien ministre des Affaires intérieures Léonide Dzapchba.
Bjania est considéré comme l'héritier de la présidence d'Ankvab. Sa campagne est en effet soutenue par l'entourage d'Ankvab. Le vice-président Mikheïl Logoua et le premier ministre Léonide Lakerbaïa dirigent sa campagne, tandis qu'Amtsakhara, le parti soutenant Ankvab, apporte son soutien officiel à Bjania lors d'un congrès du parti le 18 juillet. Selon l'expert russe Alla Iazkova, Bjania est rapidement considéré comme l'homme politique le plus populaire d'Abkhazie, soutenu par la large nomenklatura locale. Il est également soutenu par une majorité des vétérans de la guerre d'Abkhazie, à l'exception du parti de vétérans Arouaa, appuyant Khadjimba. Bjania nomme Astan Agrba, directeur de l'entreprise de recherche et de production Kassatka, comme son candidat à la vice-présidence, et Saïd Tarkil, chef du Comité national des douanes, comme son potentiel premier ministre.
Bjania, tout comme ses opposants, adopte une position pro-russe dès le début de sa campagne, appelant à la suppression des contrôles à la frontière russo-abkhaze en s'inspirant de l'espace Schengen. Il est ainsi soutenu par les grandes entreprises russes ayant des intérêts commerciaux en Abkhazie, tandis que l'expert géorgien Mamouka Arechidzé ne voit « aucune différence dans la politique extérieure des quatre candidats ». Toutefois, sa proximité envers le clan politique de Baghapch-Ankvab, soupçonné de sentiments autonomistes envers la Russie, fait de Bjania une figure indésirable pour Vladislav Sourkov, le conseiller du Kremlin dans les affaires abkhazo-russes. Durant les élections, Bjania est le seul candidat à soutenir ouvertement des négociations avec la Russie et l'Arménie pour restaurer la ligne de chemin de fer Erevan-Sokhoumi, détruite en 1993 durant la guerre d'Abkhazie, afin d'augmenter les relatons commerciales entre l'Abkhazie, l'Arménie et l'Iran. Cette proposition avait été soutenue par Tbilissi en 2013, mais la pression de l'Azerbaïdjan avait poussé le premier ministre géorgien Bidzina Ivanichvili à abandonner le projet.
Les rares sondages durant la campagne présidentielle donnent un avantage constant à Raoul Khadjimba, tandis que Bjania se retrouve la cible de critiques. Il est accusé d'achat de votes, de paranoïa à cause de ses déplacements en voiture aux vitres teintées et d'utilisation de ressources administratives en sa faveur. En juillet, un groupe de vétérans intente un procès à Bjania, assurant que sa résidence en Abkhazie pendant les quatre ans qui précèdent sa candidature viole la Constitution abkhaze, procès qui est rejeté par la Cour suprême. Merab Kichmaria et Léonide Dzapchba, qui dépensent la majorité de leurs fonds à attaquer Bjania, promettent de soutenir la candidature de Khadjimba en cas de second tour. Une crise économique profonde mène à la formation d'un front solide anti-Bjania auprès des PME locales. Quand il promet d'utiliser le code pénal en tant que président pour arrêter des manifestants de mai 2014, il est rapidement accusé de velléités totalitaires. Lors du débat présidentiel du 18 août, Khadjimba, Kichmaria et Dzapchba forment un front uni contre Bjania, qui sort perdant selon les experts locaux.

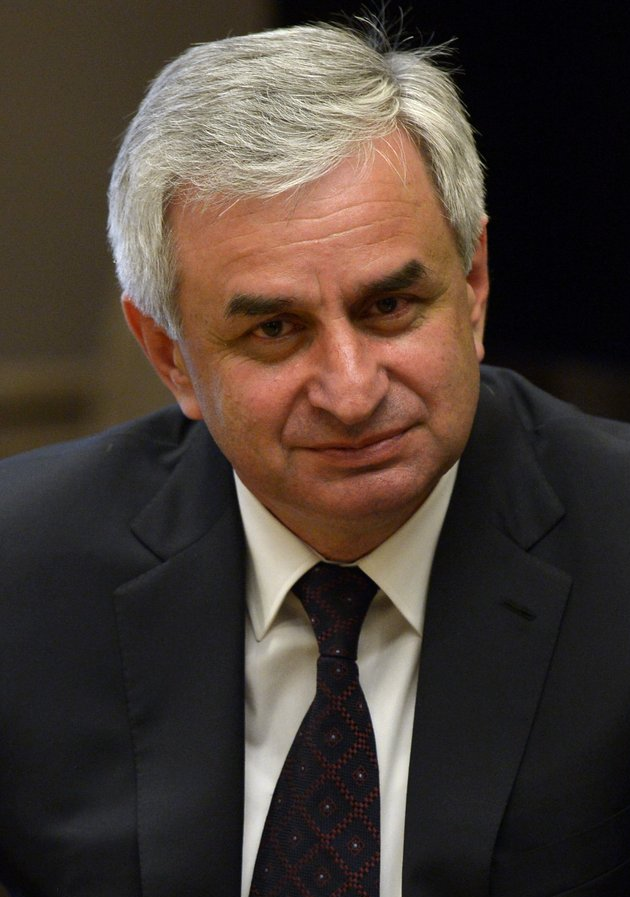
Raoul Khadjimba

La campagne de Bjania est la mieux financée et une grande majorité des publicités politiques durant la période électorale lui appartiennent, mais son manque de programme soulève de nombreuses questions sur sa capacité à gouverner, une image qui ne change guère malgré sa campagne de relations publiques impliquant un échange d'idées avec 70 000 citoyens sur l'amélioration de la situation économique nationale. Il cite souvent la nécessité d'une plus grande autonomie et d'une moindre dépendance à l'aide financière de la Russie, d'une augmentation de la production nationale, d'une lutte contre la corruption, de réformes des systèmes de santé et d'éducation et d'une lutte contre la toxicomanie. En Russie, il fait campagne auprès de la diaspora abkhaze à Moscou et Tcherkessk en appelant à l'ouverture de l'aéroport international de Sokhoumi et à une amélioration de l'infrastructure portuaire d'Abkhazie.
Les quatre candidats signent une série d'accords, dont une promesse de réformer la constitution pour diminuer les pouvoirs de la présidence et de former un gouvernement de coalition avec des représentants de tous les partis politiques, à la suite de quoi ils créent un conseil consultatif pour faciliter le dialogue et empêcher une crise politique. Le 25 juillet, les candidats signent un autre accord pour promettre d'observer les lois électorales et de refuser toute forme de pression sur l'administration électorale et le système judiciaire. Quand Khadjimba, Kichmaria et Dzapchba signent un « accord socio-économique » le 11 août, rédigé par le staff de Khadjimba dans le but de créer une plateforme unie pour résoudre la crise économique nationale, Bjania s'oppose initialement à la signature, citant un désaccord profond dans la philosophie de cet accord, avant de le signer quatre jours plus tard. Le 23 août, les candidats signent une nouvelle promesse de former un gouvernement de coalition à la suite des élections, un accord négocié par le président intérimaire Valeri Bganba.
Ces accords n'empêchent néanmoins pas une situation tendue durant la période électorale. Une grenade est ainsi lancée sur la maison de Batal Tabagoua, président de la Commission électorale centrale et proche allié de Bjania, qui accuse des « éléments étrangers » de tenter de saboter sa campagne. Le 22 août, deux jours avant l'élection, la voiture d'Isis Tchania, une journaliste connue pour ses positions anti Ankvab et largement opposée à Bjania, est détruite par un tir d'armes automatiques. Tchania accuse Bjania d'avoir organisé une tentative d'assassinat, mais celui-ci nie les accusations. La veille des élections, Renat Kartchaa, un diplomate russe et observateur des élections, est battu par un groupe d'hommes, une attaque condamnée par Bjania.
Le jour des élections, le 24 août 2014, Bjania vote dans son village natal de Tamichi. Il perd au premier tour les élections, recueillant 35,9 % des votes contre 50,6 % pour Raoul Khadjimba. Il remporte les régions de Gagra, Sokhoumi, Otchamtchiré et Gali, indiquant le soutien de la communauté rurale et conservatrice, ainsi qu'auprès de la diaspora de Moscou, mais se retrouve largement derrière dans la capitale et auprès des communautés abkhazes de Turquie et de Tcherkessk. L'élection n'est pas reconnue par la communauté internationale et est condamnée par Tbilissi, tandis que l'entourage de Bjania rapporte de nombreuses irrégularités, notamment à Gagra, sans pour autant porter plainte auprès de la Commission électorale.
Il reconnaît sa défaite en félicitant publiquement Raoul Khadjimba, qui est investi président le 25 septembre dans une cérémonie que Bjania espérait voir célébrer pour lui. Quelques mois plus tard, il exprime le regret que sa participation aux élections spéciales ait aidé à « légitimer le coup d'État contre Ankvab ».

## Dans l'opposition

### Consolidation
Peu de temps après les élections de 2014, certains prédisent la nomination d'Aslan Bjania comme secrétaire du Conseil de Sécurité nationale, tandis que des rumeurs le voient partir vivre en Russie et se retirer de la politique. En janvier 2015, des journalistes abkhazes notent la disparition de Bjania de la sphère politique. Le 9 avril 2015, il fonde néanmoins la Fondation Apra, vouée à l'étude des problèmes politiques et socio-économiques d'Abkhazie, qui devient rapidement un rassemblement d'hommes politiques opposés à Khadjimba. Bjania critique le gouvernement, décrivant notamment une « destruction des agences de forces de l'ordre », un échec dans la lutte contre le crime organisé et la disparition de la culture traditionnelle abkhaze. Par ailleurs, Bjania s'oppose ouvertement au plan du gouvernement de commencer l'exploration pétrolière de la mer Noire.
À la suite de la fondation d'Apra, le gouvernement est accusé de s'en prendre aux partisans de Bjania. En particulier, les fonctionnaires de Tamichi sont licenciés et les cérémonies traditionnelles commémorant la présidence de Baghapsh sont annulées ou minimisées. En juillet 2015, Apra et trois autres groupes politiques (Les femmes en politique, Abzankhara at Amtsakhara) forment le Bloc des forces d'opposition d'Abkhazie (BFO), dont Bjania devient coprésident. Il se pose bientôt en dirigeant de l'opposition et s'oppose à la politique économique de Khadjimba. Le 21 octobre, il lance un mouvement de manifestations accusant le gouvernement de Khadjimba de saboter les relations abkhazo-russes et réclamant la démission du président. Ces manifestations deviennent fréquentes pendant plusieurs mois et des négociations entre Bjania et le vice-président Vitali Gabnia le 13 avril 2016 échouent.
Le 25 mars 2016, Aslan Bjania lance une pétition pour demander un référendum avançant les élections présidentielles . Le 1er juin, Khadjimba approuve le référendum quand l'opposition collecte plus de 19 000 signatures. La campagne en faveur du référendum est toutefois suspendue quand Bjania annonce un boycott à la suite d'allégations affirmant que le ministère des Affaires intérieures interdit à ses employés de participer au scrutin. Le gouvernement boycotte de même le référendum, qui est finalement jugé invalide en raison de son bas taux de participation (1,23 %). À la suite de l'échec du scrutin, Bjania lance une « campagne pour obtenir la démission de Khadjimba » en octobre. Le 30 novembre 2016, lors du VIIe Congrès d'Amtsakhara, Bjania promet de ne pas se présenter à des élections anticipées si Khadjimba démissionne avant la fin de l'année.

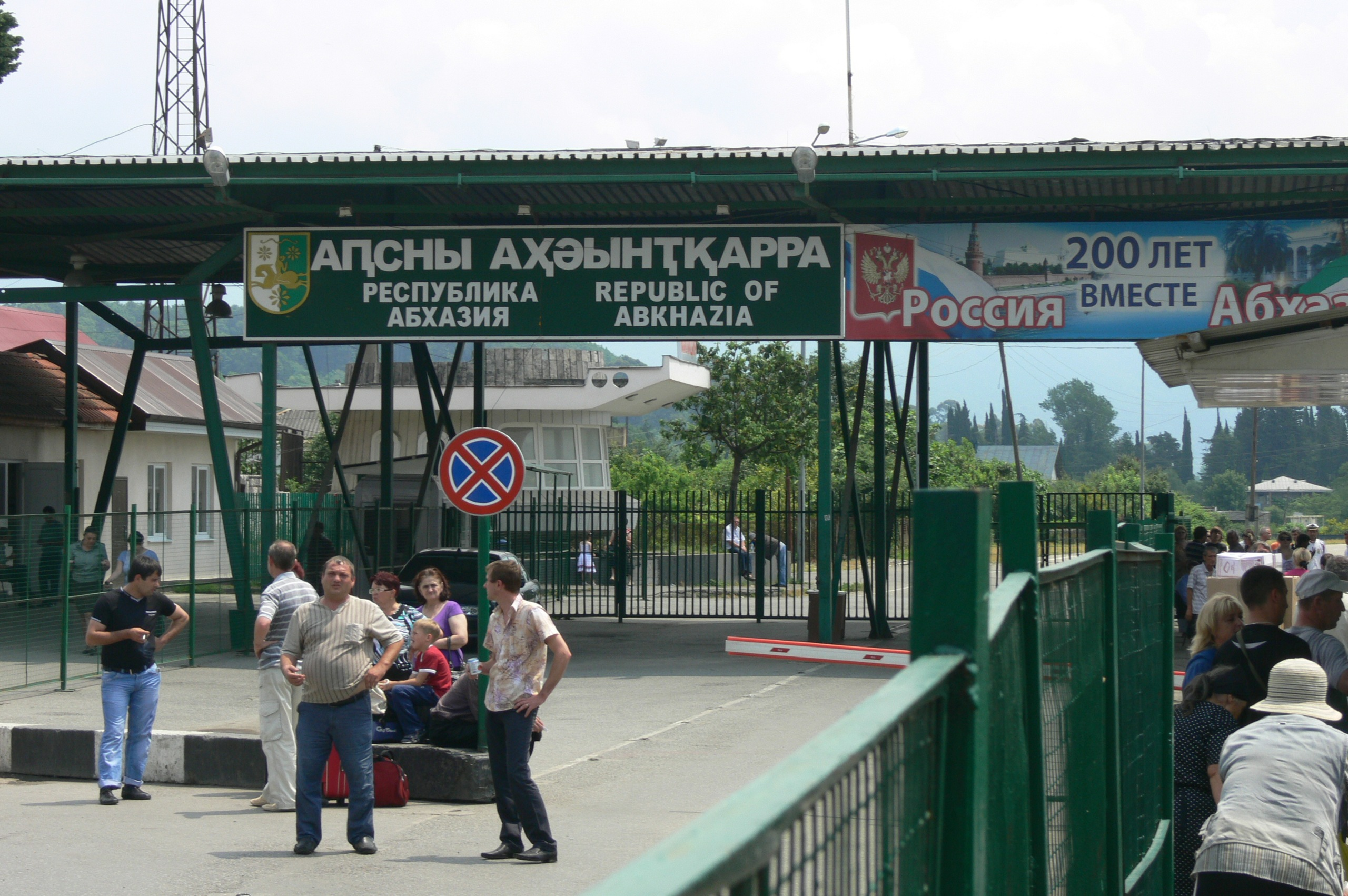
Frontière abkhazo-russe.

Le 2 décembre, deux semaines avant une large manifestation planifiée par l'opposition à Sokhoumi, Bjania, alors en Russie, est détenu dans des circonstances obscures à Sotchi par la police locale, qui l'accuse de possession illégale d'armes à feu. Il est libéré quand il prouve la légalité de ses armes mais est à nouveau arrêté sans justification avant de traverser la frontière abkhaze le 3 décembre. Il est transféré au poste de Sotchi de la Direction centrale du ministère de l'Intérieur, qui l'accuse « d'activités hostiles contre la Russie et l'Abkhazie ». Le parti Amtsakhara accuse le gouvernement de Khadjimba d'être derrière la détention de Bjania et près de 500 résidents de Tamichi bloquent la route menant au village en guise de protestation. Raoul Khadjimba nie toute implication dans l'affaire, puis convoque une session du Conseil de sécurité nationale le 4 décembre pour ordonner aux forces de l'ordre de se préparer en vue des manifestations. Bjania est finalement libéré dans la soirée du 4 décembre après une rencontre confidentielle entre Khadjimba et l'ambassadeur russe Semion Grigoriev, à la suite de quoi les manifestants de Tamichi cessent leur blocus.
L'arrestation de Bjania à Sotchi ne ralentit pas les efforts de l'opposition qui aboutissent à la manifestation massive du 16 décembre, tensions qui se renforcent quand le SBG allègue avoir découvert une cache d'armes à Sokhoumi, prouvant ainsi une tentative de coup d'État contre Khadjimba. Le 13 décembre, sous l'égide du président de l'Assemblée du peuple Valeri Bganba, Bjania et les autres co-présidents du BFO rencontrent les représentants du gouvernement pour négocier un retour au calme. Les deux camps s'accordent finalement sur la nomination de membres de l'opposition aux postes de vice-premier ministre, procureur général, deux juges à la Cour constitutionnelle et quatre membres à la Commission électorale centrale. Un protocole d'entente est signé par Khadjimba et Bjania le 15 décembre, mais le reste de l'opposition refuse initialement de se joindre à l'accord et organise néanmoins des manifestations le 16 décembre. Le 20 décembre, un accord final est signé par Raoul Khadjimba, Aslan Bjania, Ramaz Djopoua (vice-président d'Amtsakhara) et Nougzar Achouba (président d'Abzakhara).

### Au Parlement
Lors des élections législatives de mars 2017, Aslan Bjania est candidat à l'Assemblée du peuple d'Abkhazie dans la circonscription de Kindghi, qui inclut son village de Tamichi. Il se présente contre Temour Kvitsinia, le titulaire représentant le district depuis 2009, qui fait aussi partie de l'opposition mais choisit de se représenter néanmoins contre l'alliance supposée entre Bjania et Alexandre Ankvab, ce dernier se relançant en politique lors de ces élections. Alors que de nombreux analystes prédisent une défaite de Bjania (près de la moitié de la circonscription de Kindghi fait partie du « clan » de Kvitsinia), celui-ci sort victorieux au second tour du 26 mars avec 981 votes.
Il entre dans la 6e Convocation de l'Assemblée du peuple avec d'autres puissantes figures de l'opposition, notamment Alexandre Ankvab, garantissant une législature plus ouvertement critique envers Khadjimba. Il forme un groupe parlementaire avec Astamour Archba, Dmitri Dbar et Iouri Khagouch et rejoint les Comités des réformes économiques et de la sécurité nationale. Avec ses collègues, il accuse régulièrement le gouvernement de corruption et propose un projet de loi obligeant les fonctionnaires à déclarer leurs salaires. Cette loi est approuvée par l'Assemblée mais est associée à une mesure diminuant le nombre officiel de fonctionnaires soumis à une telle déclaration. Un autre projet de loi de Bjania envisage une réduction des avantages des députés, une proposition critiquée par ses collègues.
Au Parlement, Aslan Bjania défend des relations approfondies avec la Russie, tout en demandant des amendements à l'Accord sur la création d'un centre commun d'information et de coordination entre les ministères de l'intérieur de la Russie et de l'Abkhazie pour augmenter les pouvoirs de révision de la législature abkhaze. Il vote néanmoins en faveur de l'accord, prenant pour argument le besoin de fonds russes pour le budget national. Il est opposé à l'exploration pétrolière dans la mer Noire et vote contre la loi interdisant la création d'un marché privé dans la vente d'électricité. Durant son mandat, il s'oppose à de nombreuses reprises contre les dépenses gouvernementales et dit soutenir une philosophie libérale contre l'intervention de l'État dans le marché libre et dans la vie des individus. Il propose l'abolition de la Chambre d'audit quand celle-ci refuse de lancer une enquête à la suite d'un rapport de vol de 40 millions de roubles par des dignitaires du ministère de la Santé.
Le député Bjania accuse le gouvernement d'intervenir dans le système judiciaire à de nombreuses reprises, notamment lors de la rétrogradation de Zourab Agoumaa, qui devient juge à la Cour d'arbitrage après des années de service comme membre de la Cour suprême. En mars 2018, il soutient la nomination d'Assida Chakril comme défenseur public, celle-ci devenant la première membre du gouvernement séparatiste à se plaindre du traitement des Géorgiens de Gali en 2019.
Bjania reste un critique régulier de Khadjimba, accusant le président d'avoir violé ses promesses de former un gouvernement de coalition et de soutenir l'accord du 20 décembre 2016 en refusant de nommer des nouveaux membres à la cour constitutionnelle. Alors que le président soutient avec Bjania une réforme pour légaliser la vente de terrains aux citoyens étrangers, cette réforme échoue et Bjania lui reproche alors d'avoir changé sa position lors de sa candidature. Les tensions augmentent en décembre 2017 lors de l'affaire Loukava, durant laquelle le président Khadjimba amnistie un prisonnier accusé d'espionnage pour la Géorgie dans un accord obtenu avec Tbilissi : Bjania est l'un des trois députés à réclamer une décision de la Cour suprême concernant le pardon. L'affaire Loukava pousse Amtsakhara et le parti parlementaire Abkhazie unie (AU) à former un nouveau bloc d'opposition mené par Bjania, qui demande la démission de Khadjimba le 23 janvier 2018.

### Candidature présidentielle et empoisonnement
À l'été 2018, l'opposition, partagée entre Aslan Bjania, l'ancien président Alexandre Ankvab et le président d'AU Sergueï Chamba, se rassemble autour d'une potentielle candidature de Bjania aux élections présidentielles de 2019. Bientôt, il devient le favori des élections et de nombreux analystes prédisent sa victoire contre Raoul Khadjimba en faisant campagne contre la corruption et pour une réforme des forces de l'ordre. Il se positionne comme figure centrale de la politique abkhaze en nommant Teïmouraz Khichba de l'AU comme directeur de campagne et en annonçant Alexandre Ankvab comme son candidat au poste de premier ministre. Le Conseil du Mouvement national pour la protection de l'État (CMNPE) est constitué d'une alliance des partis et organisations opposés au gouvernement Khadjimba, une alliance rapidement rejointe par les ONG Abzankhara et Apsadguil.

Syndrome de Guillain-Barré

Le 17 avril 2019, Bjania et deux de ses gardes du corps tombent malades à la suite d'un voyage en avion de Moscou à Sotchi. Les symptômes comportent un grave trouble de la parole et des difficultés respiratoires. Tandis que ses gardes du corps sont rapidement guéris, Bjania est transféré à l'hôpital de Moscou V.M. Bouianov. Il souffre d'une perte totale de la parole et du réflexe de déglutition, d'insuffisance respiratoire, de faiblesse musculaire et de déficience visuelle. Le diagnostic préliminaire de ses médecins, ainsi qu'une déclaration officielle de l'organisation obscure de l'Association des médecins abkhazes de Moscou (AMAM), indiquent un cas de syndrome de Guillain-Barré et de pneumonie virale aiguë. Ces résultats sont immédiatement remis en question par sa famille, qui affirme publiquement que Bjania a été empoisonné. Quelques semaines plus tard, il est transféré dans une clinique à Munich qui révèle des traces de mercure, aluminium et cadmium dans son sang, également présentes chez ses gardes du corps, indiquant un empoisonnement par métaux lourds. En septembre, une clinique indépendante en Pologne confirme les résultats de la clinique de Munich.
Aucune enquête officielle n'ayant été menée, les motifs et suspects de l'empoisonnement de Bjania restent inconnus, mais de nombreuses théories ont été proposées : Raoul Khadjimba, qui veut se débarrasser de son opposant, un des dirigeants de l'opposition qui veut le remplacer à la tête du mouvement, les autorités russes qui craignent certaines de ses positions politiques, ou encore la Géorgie et les services d'espionnage occidentaux. Edouard Kokoïty, président déchu de la république autoproclamée d'Ossétie du Sud, accuse directement la Russie d'être derrière une tentative d'assassinat. Bjania passe plusieurs mois en traitement à Berlin et Moscou, et confirme le 28 janvier 2020 son empoisonnement par diméthylmercure.

#### Conséquences de l'empoisonnement
En Abkhazie, l'opposition anti-Khadjimba accuse le gouvernement d'avoir tenté d'assassiner Bjania. Ramaz Djopoua, vice-président d'Amtsakhara qui voyage aux côtés de Bjania le 17 avril, est le premier à refuser la version de la clinique Bouianov et les dirigeants de l'opposition organisent une conférence de presse accusant l'AMAM de travailler pour les autorités de Sokhoumi. Certains membres de l'ancien cabinet de Sergueï Baghapch, dont Socrate Djindjolia, Astamour Tania, Mikheïl Logoua, Liana Kvartchelia et Arda Inal-ipa signent une lettre condamnant l'empoisonnement et le député Dimitri Dbar brandit la menace de manifestations si le gouvernement refuse d'admettre son implication.
Le 2 mai, le CMNPE annonce lancer sa propre enquête contre les autorités et le 16 mai, à la suite de l'annonce des résultats de la clinique de Munich, de larges manifestations commencent à Sokhoumi pour réclamer un report des élections présidentielles du 21 juillet. Malgré la formation d'une commission parlementaire spéciale pour étudier la question, un vote demandant le report échoue le 20 mai, menant à une vague de manifestations à travers le pays, dont à Tamichi, où les résidents bloquent l'accès à la seule autoroute nationale. Le 21 mai, les résidents de Bzipi font de même, isolant la capitale Sokhoumi, mais la garde nationale libère l'autoroute en quelques heures. Khadjimba convoque son Conseil de sécurité nationale et accuse l'opposition de tentative de coup d'État. Les employés des services de transport public annoncent une grève généralisée le 21 mai et commencent à bloquer l'accès à de nombreux ponts et routes dans la capitale. Des centaines d'opposants manifestent également devant le bâtiment du Parlement.
Raoul Khadjimba tente à l'origine de calmer la situation en annonçant une enquête indépendante avec Moscou, tandis que l'Assemblée du peuple approuve une résolution reconnaissant officiellement l'empoisonnement de Bjania. Ces mesures ne suffisent pas à apaiser les tensions et quand le ministère de la Santé et le président de l'Assemblée Valeri Kvartchia refusent de démentir les résultats de la clinique de Moscou, Amtsakhara accuse certains députés d'implication directe dans l'empoisonnement. Khadjimba accepte finalement le 22 mai de reporter les élections au 25 août, par un décret confirmé par le Parlement le 28 mai.
La question de la candidature de Bjania reste ouverte en raison de sa santé. Un accord entre l'opposition et Khadjimba envisage d'autoriser l'enregistrement de la candidature de Bjania à distance, celui-ci ne pouvant pas se présenter devant la Commission électorale centrale. Le 5 juin, le procureur général Zourab Atchba annonce les résultats de son enquête, selon laquelle Bjania souffre de polyneuropathie aiguë, s'opposant ainsi aux résultats de Munich. Le 9 janvier 2020, le Bureau du Procureur général refuse d'entamer un processus légal demandé par la famille de Bjania.

Le CMNPE (Conseil du Mouvement national pour la protection de l'État) annonce ne pas cesser son soutien à Aslan Bjania, les sondages révèlent une large augmentation de sa popularité à la suite de l'empoisonnement et le 5 juillet, un groupe commence à collecter des signatures pour la pétition de candidature de Bjania. Certains dans l'opposition préfèrent néanmoins un candidat capable d'organiser une campagne solide en Abkhazie et proposent la candidature de Batal Tabagoua, ancien président de la Commission électorale centrale, ou de Beslan Echba, ancien vice-premier ministre. Le 10 juillet, lors du congrès d'Amtsakhara, 500 délégués du parti votent pour soutenir la candidature d'Alkhas Kvitsinia, président du parti, mais l'AU continue à soutenir Bjania. Afin d'éviter une division de l'opposition, Bjania annonce le 14 juillet son retrait des élections et appelle ses partisans à soutenir la candidature de Kvitsinia. Sa déclaration dit : 
« Je n'ai jamais eu une soif incontrôlable pour le pouvoir. Seule la foi en la capacité de changer pour le mieux la situation dans notre pays m'a ému pendant toutes ces années. Ceux qui ont commis ce crime contre moi ont poursuivi l'objectif de décapiter l'opposition, de la diviser et de semer la confusion dans ses rangs. Cependant, les forces d'opposition resteront unies. »

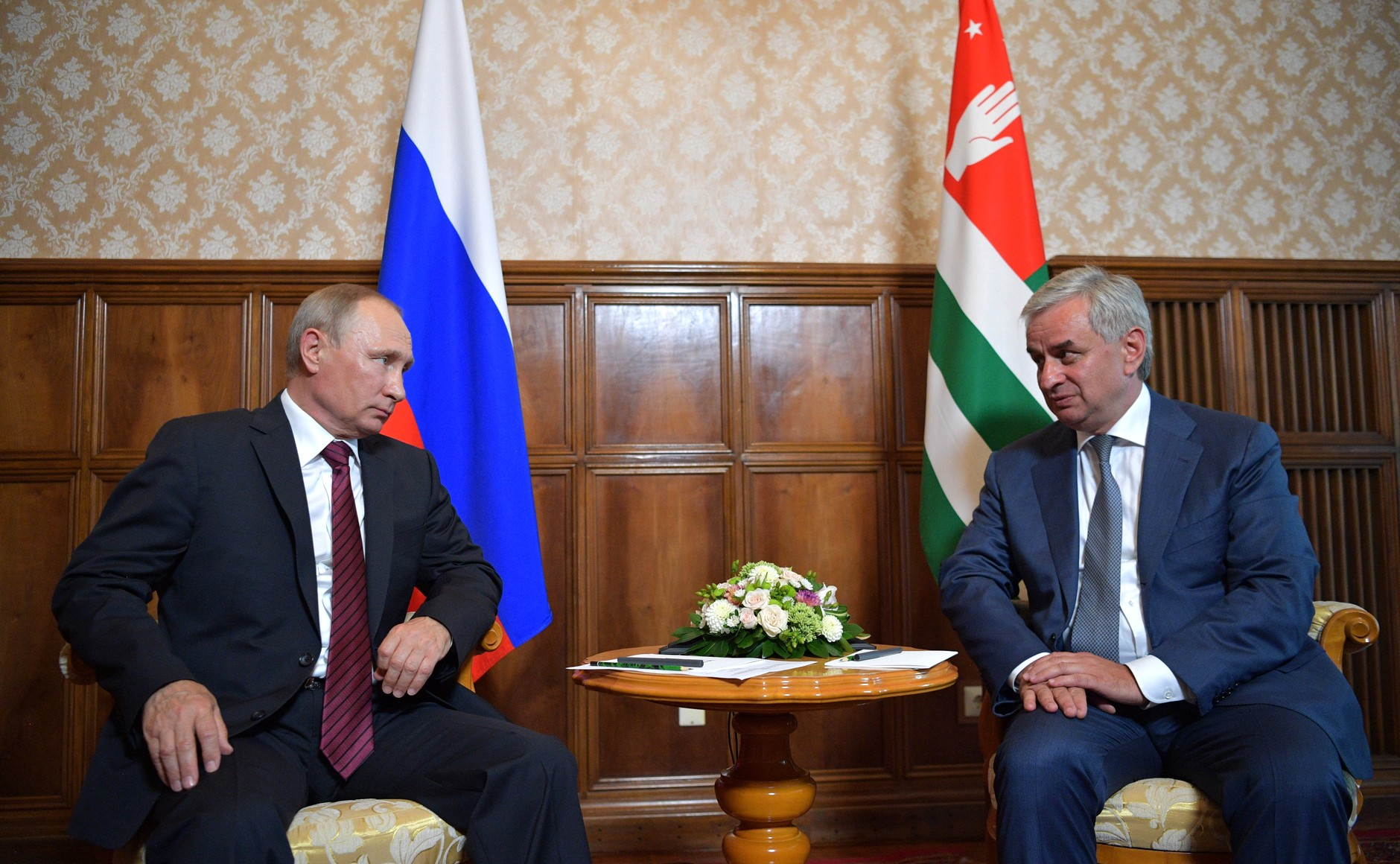
Raoul Khadjimba et Vladimir Poutine

Bjania reste néanmoins le dirigeant de facto de l'opposition et Kvitsinia annonce soutenir le programme de Bjania. Quant à la Russie, tandis que Moscou reste officiellement neutre durant les manifestations de mai 2019, une rencontre entre Vladimir Poutine et Raoul Khadjimba le 7 août à Sotchi démontre le soutien du Kremlin envers le président titulaire. Au second tour du 8 septembre 2019, Kvitsinia est vaincu avec 47,5 % des votes.

### Renversement de 2020
Les résultats de l'élection présidentielle se révèlent controversés : hormis plusieurs allégations de fraude électorale, le résultat final ne produit aucune majorité absolue pour les candidats (avec 3,9 % de votes blancs, Khadjimba n'a obtenu que 48,7 % des voix). À la suite de larges manifestations, l'opposition offre à Khadjimba de reconnaître sa victoire en échange de la nomination d'Aslan Bjania comme Premier ministre, une proposition refusée par le président. Le 20 septembre, la Cour suprême d'Abkhazie rejette la plainte d'Alkhas Kvitsinia, qui réclame une nouvelle élection présidentielle. Bjania refuse de considérer Khadjimba comme président légitime et menace d'une vague de protestations contre le gouvernement.
Le 17 décembre, Bjania retourne à Sokhoumi et, selon Teïmouraz Khichba, redynamise l'opposition. Deux jours plus tard, il part pour Moscou pour former une équipe légale et relancer le procès contre Khadjimba entamé par Kvitsinia. En Abkhazie, la popularité de Raoul Khadjimba s'effondre quand, le 5 janvier, un de ses gardes du corps est arrêté pour son implication dans une fusillade de masse en novembre 2019 qui avait coûté la vie à une jeune femme.

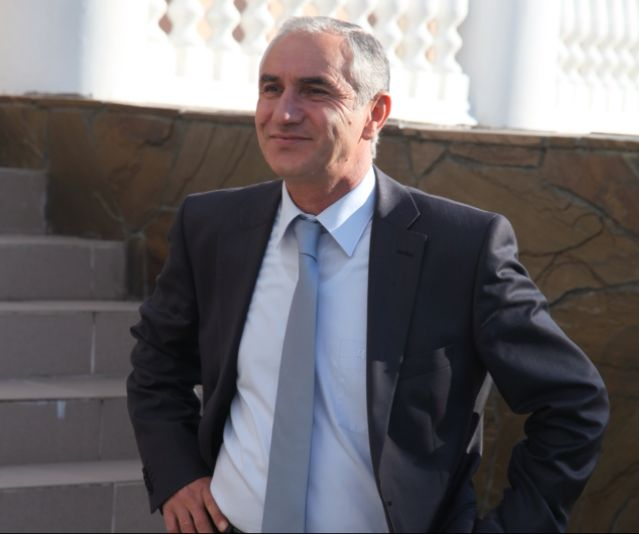
Valeri Bganba

Le 9 janvier 2020, la chambre de cassation de la Cour suprême d'Abkhazie reporte sine die la motion de Kvitsinia demandant de nouvelles élections, ce qui conduit Amtsakhara et l'AU à appeler à des manifestations nationales. Des centaines de protestataires demandant la démission de Khadjimba prennent d'assaut le palais présidentiel en quelques heures. Bjania, alors à Moscou pour des raisons médicales, retourne alors en Abkhazie pour diriger les manifestants et rencontre Valeri Kvartchia, président de l'Assemblée du peuple, pour des négociations. Elles cessent quand Kvartchia souffre d'une crise cardiaque durant la rencontre. Dans la soirée du 9 janvier, l'Assemblée du peuple vote pour une résolution demandant la démission du président Khadjimba.
Les manifestations s'enveniment quand le président refuse. Le 10 janvier, Bjania organise l'arrivée de protestataires d'Akhali Atoni, Gagra et Bitchvinta et annonce des manifestations jusqu'à la démission du président. Rachid Nourgaliev, secrétaire adjoint du Conseil de sécurité présidentiel de Russie, arrive à Sokhoumi pour rencontrer Khadjimba, les dirigeants de l'opposition, puis les juges de la chambre de cassation, qui annulent finalement les résultats des élections présidentielles lors d'un jugement critiqué lourdement par Khadjimba.
Malgré la décision de la chambre de cassation, les manifestations continuent le 11 janvier et les protestataires déclarent considérer Bjania comme chef d'État légitime. Ce dernier rencontre le Premier ministre Valeri Bganba dans ce qui devient les premières négociations entre l'opposition et le gouvernement. Le 12 janvier, la Commission électorale centrale annonce des nouvelles élections pour le 22 mars mais Khadjimba reste président provisoire. Dans l'après-midi, Aslan Bjania et Alkhas Kvitsinia rencontrent le conseiller présidentiel russe Vladislav Sourkov à l'ambassade russe de Sokhoumi, à la suite de quoi les deux dirigeants de l'opposition rencontrent Khadjimba dans une datcha présidentielle hors de la capitale, sous l'intermédiation de Nourgaliev. Dans la soirée, Raoul Khadjimba démissionne et Valeri Bganba devient président par intérim.

Durant la nuit du 12 au 13 janvier, les manifestants quittent le palais présidentiel. Bjania remercie la Russie pour son rôle dans la crise et refuse de qualifier les évènements de « révolution », déclarant  : 
« Il s'agit d'une crise politique, qui est revenue sans heurts sur le canal juridique. Les signes d'une révolution étaient là avant le 9 janvier, lorsque les classes inférieures ne voulaient pas continuer à vivre ainsi et que les classes supérieures ne pouvaient pas les contrôler. »
 À Moscou, la crise politique abkhaze et le renversement de Khadjimba sont vus comme un échec de la politique russe envers la république séparatiste, impuissante à contrôler la situation depuis la réélection de Khadjimba en septembre 2019. Oleg Govoroun, représentant de Vladimir Poutine dans les affaires abkhazes, est immédiatement limogé, tandis que Vladislav Sourkov démissionne le 18 février 2020.

### Élection présidentielle de 2020

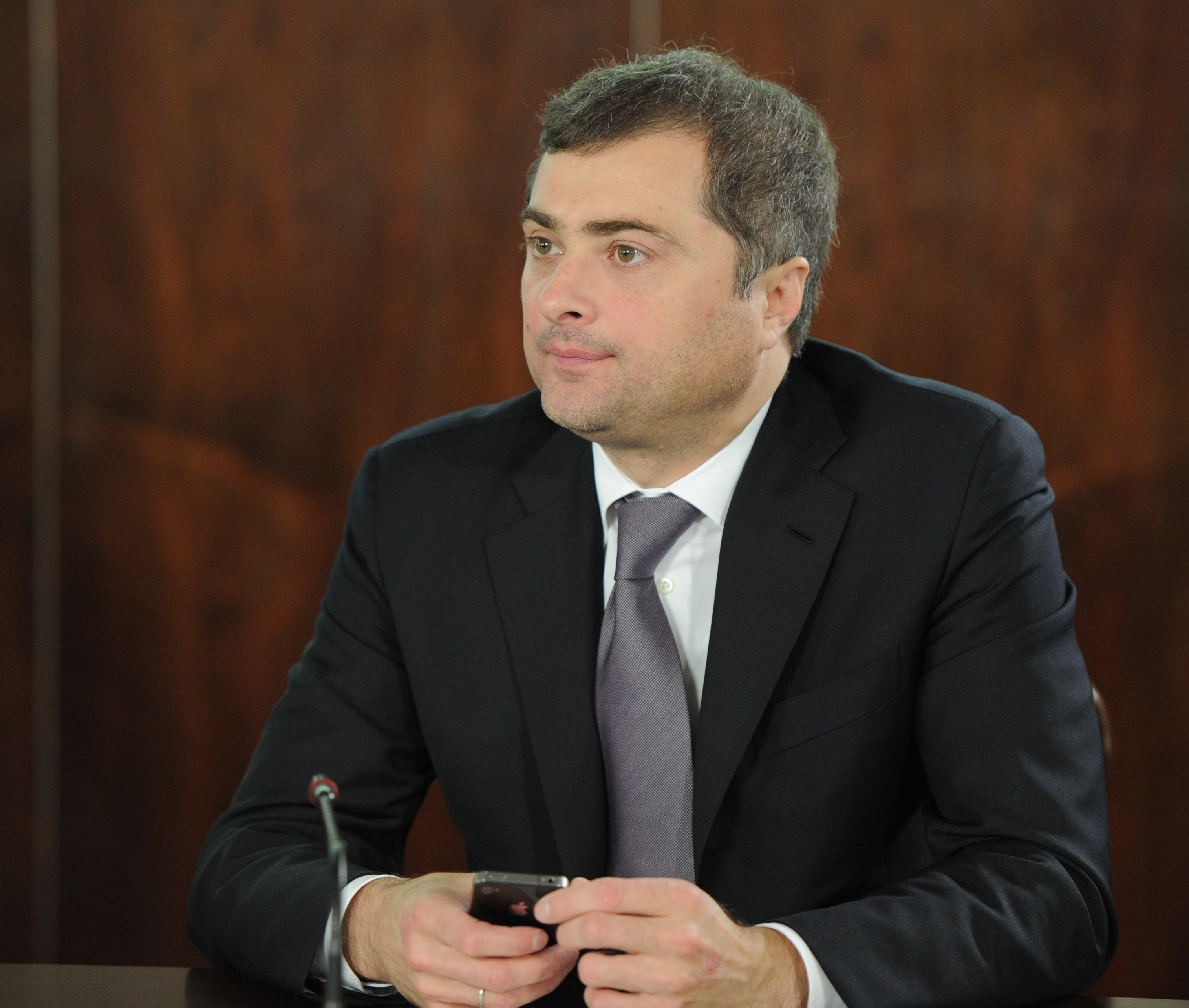
Vladislav Sourkov démissionne à la suite du renversement de Khadjimba

Le 13 janvier, Aslan Bjania annonce sa candidature à l'élection présidentielle de 2020 et reçoit immédiatement le soutien d'Amtsakhara, AU et Aïtaïra. Son candidat à la vice-présidence est Badri Gounba, ancien ministre de la Culture sous la présidence d'Ankvab. Le 10 février, il rassemble assez de signatures pour sa candidature. Le 12 février, Alexandre Ankvab apporte son soutien après des semaines d'hésitation et devient son directeur de campagne. Le soutien populaire envers Bjania se révèle quand une large manifestation de ses partisans conduit le président intérimaire Bganba à limoger le gouverneur de Tkvartcheli, accusé de favoriser Khadjimba.
La campagne de Bjania devient le sujet de grandes discussions à Tbilissi quand il suggère un dialogue direct entre l'Abkhazie et la Géorgie, une position vue positivement par le gouvernement géorgien. Cette déclaration est suivie par un entretien avec Sergueï Chamba dans lequel il soutient une coopération économique entre le gouvernement central et les autorités séparatistes. Bjania et Chamba deviennent les premières figures politiques abkhazes à communiquer avec les médias géorgiens depuis la guerre d'Abkhazie. Ils refusent néanmoins de discuter les problèmes liés aux Géorgiens de Gali. Parallèlement, Bjania soutient un traité de partenariat plus profond avec la Russie. Sur le front économique, il soutient l'abolition de la TVA.
Tandis que la bureaucratie pro-Khadjimba soutient initialement Kan Kvartchia, le maire de Sokhoumi, ce dernier refuse de se présenter et les dignitaires soutiennent indirectement la candidature Adgour Ardzinba, ministre de l'Économie, qui critique l'idée d'un dialogue avec la Géorgie. Leonid Dzapchba, candidat en 2014, ancien ministre de l'Intérieur et président du parti Akzaara, est aussi candidat. Voyant la popularité de Bjania auprès de la population locale, la Russie n'intervient pas dans les élections.
Le 2 mars, en rentrant d'une visite électorale auprès de la diaspora abkhaze de Moscou, Bjania tombe à nouveau malade et est transféré au Premier hôpital régional de Krasnodar, 300 kilomètres au nord de Sotchi, où une double pneumonie est diagnostiquée . Certaines agences de presse russes évoquent un nouvel empoisonnement. Il tombe dans le coma pendant deux jours, un fait pourtant démenti par son bureau. À Sokhoumi, Ardzinba et Dzapchba interrompent temporairement leurs campagnes par solidarité et Ardzinba lui rend visite, accompagné de dirigeants de l'opposition et de membres du Conseil de sécurité nationale d'Abkhazie. Ses partisans commencent à manifester en masse le 3 mars, demandant la démission de Valeri Bganba et accusant le gouvernement abkhaze d'une seconde tentative d'assassinat contre Bjania. Bganba convoque l'ambassadeur russe Alexeï Dvinianine, accuse la Russie de désinformation pour déstabiliser la politique interne abkhaze et réclame une enquête par le gouvernement russe à ce sujet. Les manifestants, dont 400 d'entre eux demandent un report des élections présidentielles, cessent leurs protestations le 4 mars à la suite d'un avertissement de l'ambassade russe et d'un appel au calme de Badri Gounba, notamment après des attaques sur deux journalistes soutenant la campagne d'Ardzinba.
Bganba ordonne au ministère de la Santé abkhaze de collaborer avec les médecins russes sur la santé du chef de l'opposition et ceux-ci établissent finalement la cause de la maladie à un empoisonnement naturel. Le 11 mars, Bjania sort de l'hôpital et retourne immédiatement à Sokhoumi. Le 22 mars, il remporte les élections dès le premier tour, recevant 58,9 % des voix dans un scrutin largement condamné par la communauté internationale pour son manque de légitimité.

## Président séparatiste

### Nouveau gouvernement

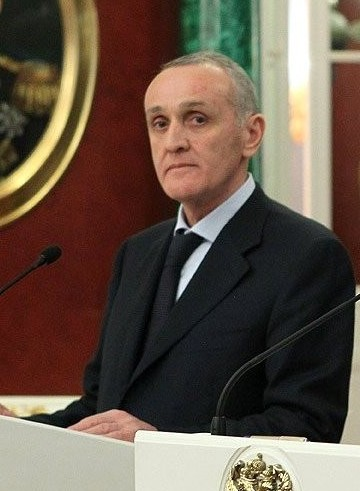
Alexandre Ankvab

Aslan Bjania est investi comme cinquième président d'Abkhazie le 23 avril 2020. Durant son discours d'investiture, il définit la lutte contre la corruption et le crime organisé comme ses principales priorités. La cérémonie, réduite et fermée au public en raison de la pandémie de COVID-19, se déroule dans la salle de conférences du palais présidentiel, faisant de celle-ci la première investiture présidentielle hors du Palais du gouvernement, devant une cinquantaine d'invités, dont les membres de l'Assemblée du peuple, les juges de la Cour constitutionnelle et les membres de la Commission électorale centrale, ainsi que le frère de l'ancien président Sergueï Baghapch, dont Bjania se pose comme l'héritier politique. Le nouveau président doit faire face à de nombreux défis, dont la pandémie de Covid-19, la crise économique mondiale, la fermeture du secteur du tourisme, des revenus budgétaires au plus bas niveau depuis la guerre d'Abkhazie et la crainte de troubles sociaux.
L'ancien président Alexandre Ankvab, constitutionnellement trop âgé pour devenir à nouveau chef d'État, est nommé Premier ministre le 24 avril. Celui-ci entreprend immédiatement une réorganisation massive du gouvernement abkhaze en augmentant le nombre de portefeuilles de 12 à 14 ministères (dont les nouveaux ministères de l'Éducation de la Politique linguistique, de la Santé, de la Sécurité sociale et de la Politique démographique, du Tourisme et de l'Agriculture). Une majorité des ministres sont des dignitaires politiques ayant occupé des postes sous les gouvernements de Khadjimba et d'Ankvab. Le délai apporté à la nomination complète du cabinet (Sergueï Chamba est nommé secrétaire du Conseil de sécurité nationale le 28 juillet, à la date limite imposée par la constitution abkhaze) mène certains journalistes à voir un conflit entre le président et son premier ministre.
Alkhas Kvitsinia devient le chef de l'administration présidentielle et entreprend une réorganisation de l'administration présidentielle, qui touche principalement les fonctionnaires nommés par Khadjimba. Durant la pandémie de Covid-19, l'administration présidentielle est accusée de dupliquer les responsabilités du cabinet des ministres en raison de sa taille massive, malgré la promesse électorale par Bjania de réduire l'administration présidentielle. Sa nomination de Ramaz Djopoua et de Raoul Kakalia à la direction des deux compagnies d'État (respectivement Abkhaztop et Vtorresoursi) est également critiquée en raison de leurs liens au parti Amtsakhara. Renat Kartchaa, un ancien allié de Bjania lors de son passage dans l'opposition et son assistant stratégique durant les premiers mois de sa présidence, est limogé en janvier 2021 à la suite d'accusations publiques par Kartchaa contre le président abkhaze.
Le 1er juin, Bjania limoge Merab Kichmaria, ministre de la Défense abkhaze depuis 2007, et nomme Vladimir Anoua, annonçant un large remaniement des forces militaires. Chamba, qui partage la position du président sur l'idée d'un dialogue direct avec Tbilissi, est nommé à la tête du Conseil de sécurité nationale le 28 juillet. Quant au SBG, Bjania limoge la majorité de sa direction et certains analystes voient dans cette manœuvre une tentative par Bjania de prendre contrôle de l'agence de sécurité.
Le 9 octobre 2020, Aslan Bjania forme une commission constitutionnelle, menée par Natela Akaba, auteur de la Constitution d'Abkhazie, pour réviser cette constitution et renforcer la séparation des pouvoirs. L'un des principaux sujets de discussion de la commission est une possible transition vers un système parlementaire du gouvernement.

### Opposition
Au début de la présidence de Bjania, les forces politiques soutenant le déchu Khadjimba sont désorganisées et aucun parti politique n'apparaît immédiatement suivant les élections présidentielles de 2020. Un premier parti d'opposition est néanmoins créé en octobre 2020 par Adgour Ardzinba, après que celui-ci ait refusé une position au sein de l'administration de Bjania. Peu de temps après, le parti Aidgylara est formé par l'ancien maire de Sokhoumi Kan Kvartchia, qui réclame la destitution du président pour « incompétence ». Kvartchia est détenu temporairement par le FSB russe le 26 janvier 2021 quand il essaie de franchir la frontière russo-abkhaze. Ardzinba et Kvartchia sont actuellement considérés comme les deux dirigeants de l'opposition politique en Abkhazie.
En février 2021, Bjania inaugure un conseil politique devant servir de plateforme de recommandations, composé de partis pro-gouvernementaux et de l'opposition et présidé par le vice-président Badri Gounba. L'opposition boycotte néanmoins ce conseil politique.

### Conflit abkhazo-géorgien: signaux mixtes

#### Positions et déclarations
Aslan Bjania est le premier président abkhaze depuis la reconnaissance de l'Abkhazie par la Russie en 2008 à soutenir un dialogue direct avec la Géorgie pour négocier certains aspects des relations entre Tbilissi et Sokhoumi, en plus des Discussions internationales de Genève qui, depuis la guerre russo-géorgienne, offre un format de négociations politiques entre la Géorgie, la Russie et les républiques autoproclamées d'Abkhazie et d'Ossétie du Sud. Il fait ainsi de nombreuses déclarations sur le sujet, comme lors d'un entretien avec l'agence de presse géorgienne Interpressnews le 16 janvier ou encore lors de l'élection présidentielle de 2020, durant laquelle il cite l'appel au dialogue direct fait par Vladislav Ardzinba en 1997. Il fait de nouveau appel à un dialogue abkhazo-géorgien pour aborder les questions humanitaires, médicales, criminelles et économiques une fois élu à la présidence,. Thomas de Waal, un spécialiste britannique du conflit abkhazo-géorgien, a nommé l'élection de Bjania une opportunité pour « réinitialiser le conflit abkhaze ».
La nomination de Sergueï Chamba comme secrétaire du Conseil national est un signe favorable au dialogue abkhazo-géorgien. Celui-ci souhaite la légalisation, au moins du côté abkhaze, du commerce avec les territoires géorgiens et le lancement d'un format de dialogue entre les organisations non-gouvernementales d'Abkhazie et de Géorgie. Chamba est l'une des premières figures politiques abkhazes à déclarer que la Géorgie ne constitue pas une menace pour la sécurité de l'Abkhazie (depuis la capture de Gali et de la vallée de Kodori par les séparatistes) et se dit prêt à négocier avec Tbilissi sans la reconnaissance de son indépendance. Chamba critique la position géorgienne de refuser un dialogue direct par peur de légitimer les autorités séparatistes en citant l'accord de Tbilissi de 1998 entre Vladislav Ardzinba et Edouard Chevardnadzé. Chamba a comparé un futur abkhazo-géorgien à l'Union européenne.
En décembre 2020, Chamba réitère son appel à des négociations entre Tbilissi et Sokhoumi. Il évoque le potentiel de coopération en matière de transport, énergie, et lutte contre le crime et le commerce illégal. Il propose des discussions entre organisations non-gouvernementales, ainsi qu'un format similaire aux rencontres Abachidzé-Karassine (entre la Russie et la Géorgie) pour compléter les discussions internationales de Genève. En réponse aux critiques de l'opposition abkhaze sur les dangers d'un dialogue, le gouvernement de Bjania a avancé que le manque de communication avec Tbilissi est plus dangereux pour la stabilité régionale.

Le Concept de politique étrangère de la république d'Abkhazie approuvé par Bjania en décembre 2020 fait appel à des négociations directes avec la Géorgie, déclarant : 
« La république d'Abkhazie permet la possibilité de créer les conditions pour la formation d'un format supplémentaire de négociations à plusieurs niveaux entre la Géorgie et la république d'Abkhazie, dans le cadre duquel il sera possible de discuter avec la partie géorgienne de questions d'intérêt mutuel, dont la solution n'est pas possible dans le cadre des discussions internationales de Genève. »
 Cette section du document officiel provoque de nombreuses protestations du mouvement Arouaa, auxquelles le gouvernement de Bjania répond que des discussions théoriques avec Tbilissi se dérouleraient avec des médiateurs, comme la Russie.
Les réactions de Tbilissi sont partagées. D'un côté, Ketevan Tsikhelachvili, la ministre d'État pour la Réconciliation et l'Égalité civile, a déclaré en janvier 2020 que la Géorgie est prête pour un dialogue abkhazo-géorgien, une idée qualifiée d'« importante » par le premier ministre Guiorgui Gakharia. Toutefois, un dialogue direct est officiellement mis de côté par Alexandre Khodjanovichvili, directeur-adjoint du Service de Sécurité d'État de Géorgie, une déclaration critiquée par l'analyste Paata Zakareïchvili et le parti politique Lelo pour la Géorgie. Durant la pandémie de Covid-19, le gouvernement géorgien a coopéré à de nombreuses reprises avec le gouvernement de Bjania, notamment en sécurisant l'aide médicale internationale, en soignant des patients abkhazes,, et en organisant des consultations entre médecins abkhazes et géorgiens. En décembre 2020, le premier ministre géorgien Guiorgui Gakharia a proposé un dialogue informel avec le peuple abkhaze, une offre refusée par Sokhoumi.
En juillet 2020, Aslan Bjania propose la légalisation du commerce avec la Géorgie pour combattre le marché noir et offre à nouveau à la Géorgie d'accepter des négociations directes. Il ne demande pas la reconnaissance de l'indépendance abkhaze par Tbilissi, mais réclame la signature d'un accord de non-utilisation de la force (un tel accord a été réclamé par la Russie depuis 2008 et la Géorgie a signé unilatéralement une promesse de non-utilisation de la force en 2009, mais les séparatistes réclament une signature bilatérale).
L'Ossétie du Sud se dit « préoccupée » par les ouvertures de Bjania envers la Géorgie, tandis que l'opposition réactionnaire abkhaze réclame l'adoption de la liste Sigoua-Khichba-Mouratia par l'Assemblée du peuple, imposant des sanctions sur certaines figures militaires et politiques géorgiennes. Quand Paata Zakareïchvili, ancien ministre d'État géorgien pour la Réconciliation et l'Égalité civile, décrit le nouveau gouvernement abkhaze comme étant « moins pro-russe que ses prédécesseurs », le premier ministre Alexandre Ankvab repousse cette allégation et accuse Zakareïchvili de tenter de déstabiliser la région.
En janvier 2021, des incendies menacent certaines des plus grades villes d'Abkhazie. Commençant dans la région de Gali, ils se propagent jusqu'à Otchamtchiré, Goudaouta et Gagra, mais le gouvernement abkhaze, incapable de les éteindre, refuse une offre d'aide de Tbilissi et choisit à sa place de demander le soutien de la Russie.

#### Tensions

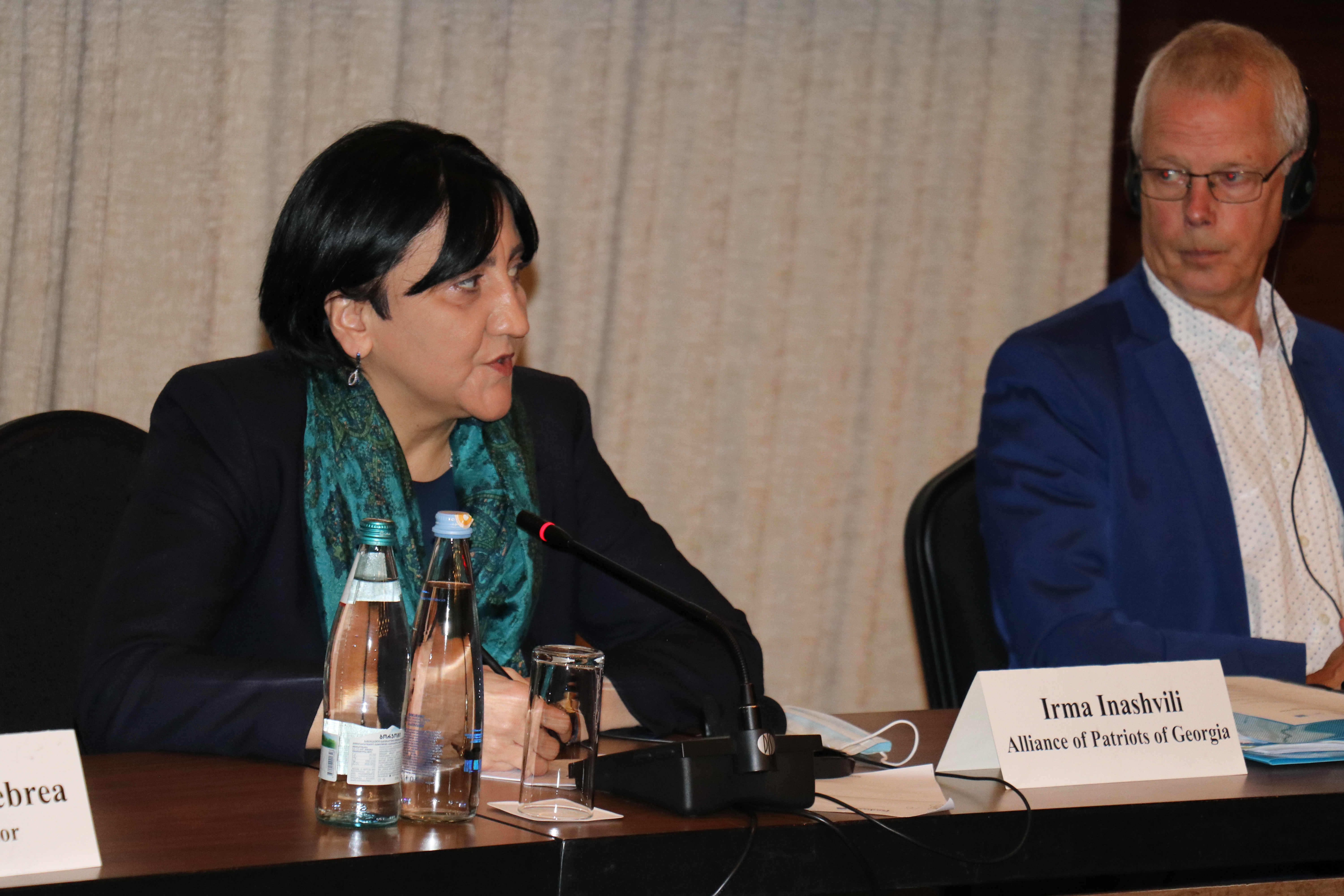
Irma Inachvili

Le 20 août 2020, Irma Inachvili et Davit Tarkhan-Moouravi, les dirigeants du parti pro-russe au Parlement géorgien Alliance des patriotes de Géorgie (APG), se rendent en Abkhazie au cours de ce qui devient une visite scandaleuse des deux côtés de la ligne abkhazo-géorgienne. Selon l'APG, la visite a un but religieux (la donation d'une icône à l'église de Saint-Georges d'Ilori) et Lacha Sanakia, conseiller de Bjania, confirme que la visite se déroule avec son aide, mais nie les informations selon lesquelles le président aurait été au courant de la visite. Tandis que certains membres de l'Assemblée abkhaze déclarent que la visite d'Inachvili et de Tarkhan-Moouravi est un signe vers une possible reconnaissance géorgienne de l'Abkhazie, le gouvernement géorgien condamne de même cette visite. À Sokhoumi, une vague de manifestations anti-géorgiennes, menée par l'organisation de vétérans Arouaa, réclame le limogeage de Sanakia. Ce dernier démissionne quand Bjania rencontre les activistes d'Arouaa le 25 août. Certains analystes géorgiens considèrent la visite des dirigeants d'APG en Abkhazie comme la fin de la détente temporaire abkhazo-géorgienne soutenue par Bjania.
Durant la pandémie de Covid-19, les autorités abkhazes ont fermé le seul point de passage à la ligne administrative entre territoires géorgiens et abkhazes, sur le pont d'Engouri. Un « corridor humanitaire » est ouvert à deux reprises durant la pandémie pour laisser les patients abkhazes soignés en Géorgie retourner chez eux. Selon le gouvernement géorgien, le point de passage est rouvert le 11 février 2021. Le processus de « frontièrisation », ou délimitation de la ligne administrative par les forces militaires russes avec des fils barbelés, continue sous Bjania : des barbelés sont érigés à Khourtcha, Saberio et Pakhoulani, en mai et décembre 2020, séparant ces villages ethniquement géorgiens de leur communication avec le reste de la Géorgie. Le 7 juin, des troupes russes stationnées en Abkhazie enlèvent trois Géorgiens du village de Moujava en Samegrelo-Zemo Svaneti, les accusant d'avoir franchi la frontière illégalement. Ils sont finalement relâchés le 25 juillet.
Les discussions internationales de Genève, le seul format de négociations entre la Géorgie, ses républiques séparatistes et la Russie, sont temporairement mises en pause au début de la pandémie du Covid-19, mais le 51e tour des DIG reprend en décembre 2020. Durant la rencontre, Sokhoumi, Tskhinvali et Moscou réclament l'accès des deux régions aux organes de l'ONU et la signature d'un accord de non-utilisation de force entre la Géorgie et l'Abkhazie, une demande refusée par Tbilissi qui maintient que seule la Russie peut signer un tel accord étant donné le statut non reconnu de Sokhoumi.
Tandis que Bjania soutient la légalisation du commerce avec la Géorgie, il condamne ce qu'il a appelé la « contrebande » de noisettes, vendues illégalement en Géorgie par des paysans abkhazes qui bénéficient de la politique de portes ouvertes et d'une économie plus active de la Géorgie. Le président a menacé de la fermeture définitive du point de passage d'Engouri si la situation n'est pas mise sous contrôle.

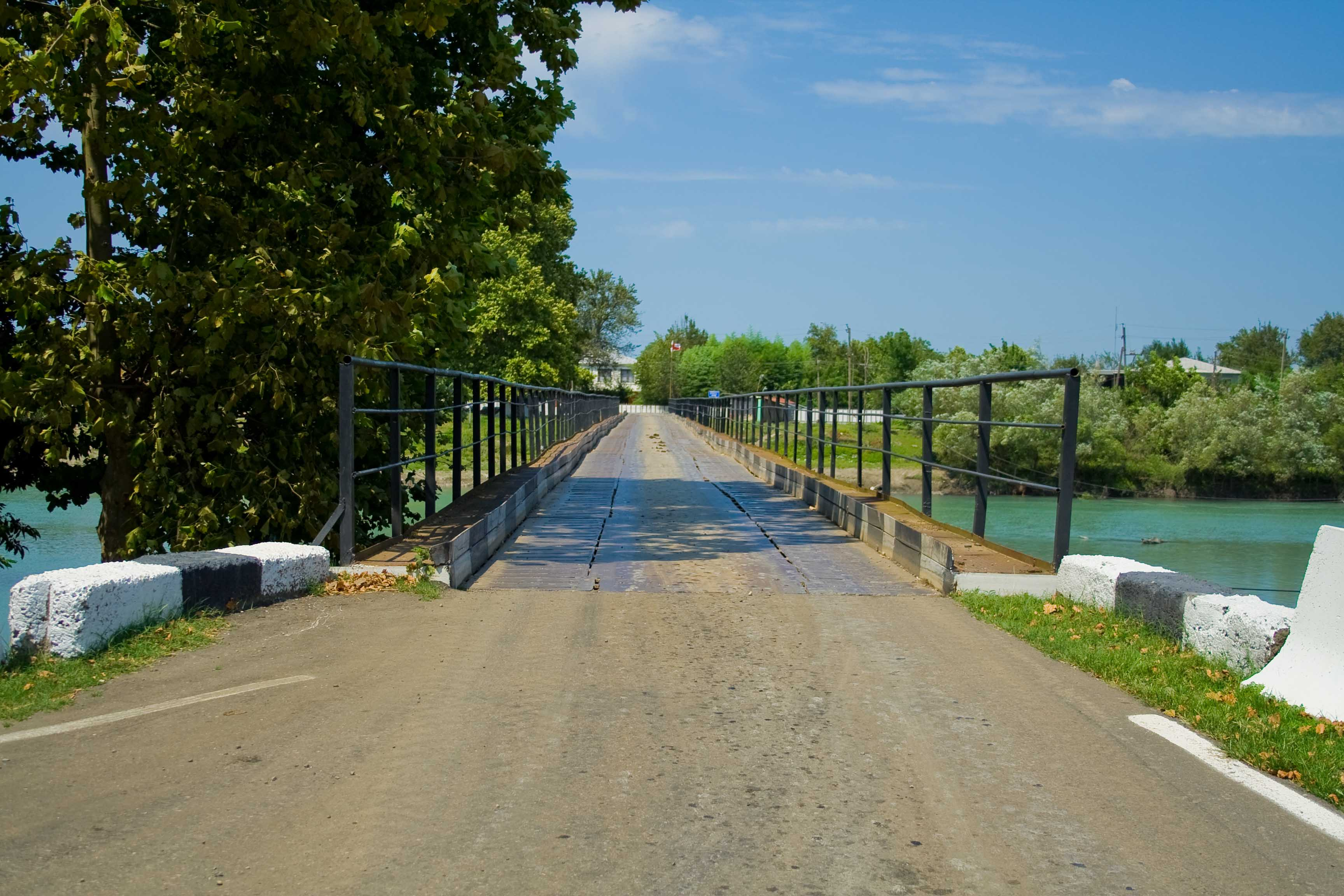
Point de passage d'Engouri

L'Abkhazie reste internationalement reconnue comme une république autonome de la Géorgie et la reconnaissance de son indépendance par la Russie a été condamnée à de nombreuses reprises par la communauté internationale. Le 3 septembre 2020, l'Assemblée générale des Nations Unies approuve une résolution appelant au retour des PDI géorgiennes en Abkhazie, une résolution soutenue par 84 nations (dont 54 co-sponsors), le plus grand nombre de nations soutenant la résolution géorgienne à l'ONU depuis 2008. La politique extérieure géorgienne étant orientée vers l'occident, Bjania s'oppose aux exercices militaires Sea Breeze 2020 de l'OTAN, rassemblant les troupes américaines, ukrainiennes et géorgiennes pour des activités militaires dans la mer Noire.
Le 21 janvier 2021, la Cour européenne des droits de l'Homme se prononce en faveur de la Géorgie dans le cas de Géorgie v. Russie, inculpant la fédération de Russie dans de nombreuses violations des droits de l'homme lors de la guerre russo-géorgienne de 2008. Dans le verdict, la CEDH juge que la Russie contrôle effectivement l'Abkhazie et l'Ossétie du Sud. L'Abkhazie a condamné le verdict.

### Relations avec la Russie
Lors de son discours d'inauguration, Bjania nomme la Russie comme le « principal et le plus stratégique allié » de l'Abkhazie, promettant d'approfondir ses liens avec Moscou sous son mandat. Le discours de l'ambassadeur russe dans la cérémonie d'investiture, ainsi que la rencontre privée de Bjania et de celui-ci le premier jour de sa présidence sont symboliques de l'influence russe sur la politique interne abkhaze. Toutefois, la démission de Vladislav Sourkov au Kremlin et l'absorption du ministère russe du Nord-Caucase, chargé des relations abkhazo-russes, par le Ministère de l'Économie lors de la réorganisation gouvernementale russe de 2020 indiquent un changement radical dans les liens entre Moscou et Sokhoumi.
La première visite à l'étranger de Bjania se déroule en Russie le 5 mai, dans le contexte d'une crise économique mondiale et d'inquiétudes en Abkhazie sur le niveau d'aide financière attribuée par Moscou. En effet, depuis le renversement de Raoul Khadjimba, les subventions russes qui constituent plus de la moitié du budget national cessent,, malgré un programme de financement russe du budget abkhaze par 4,5 milliards de roubles en 2020-2022. À Moscou, le Kremlin réclame du gouvernement de Bjania l'abolition d'une loi interdisant aux citoyens étrangers de devenir propriétaires fonciers en Abkhazie, une demande refusée à de nombreuses reprises par le président abkhaze. Le 2 juin 2020, lors d'une session spéciale de l'Assemblée du peuple, Bjania annonce que la suspension des aides russes a causé une crise financière profonde dans la république autoproclamée. En août, Mikhaïl Babitch, premier adjoint au ministre du Développement économique de Russie, visite l'Abkhazie et offre une garantie sur le Programme d'Investissement en Abkhazie de 2020 adopté par le gouvernement russe sous la présidence de Khadjimba, un programme critiqué par Bjania pour ses obstacles bureaucratiques.

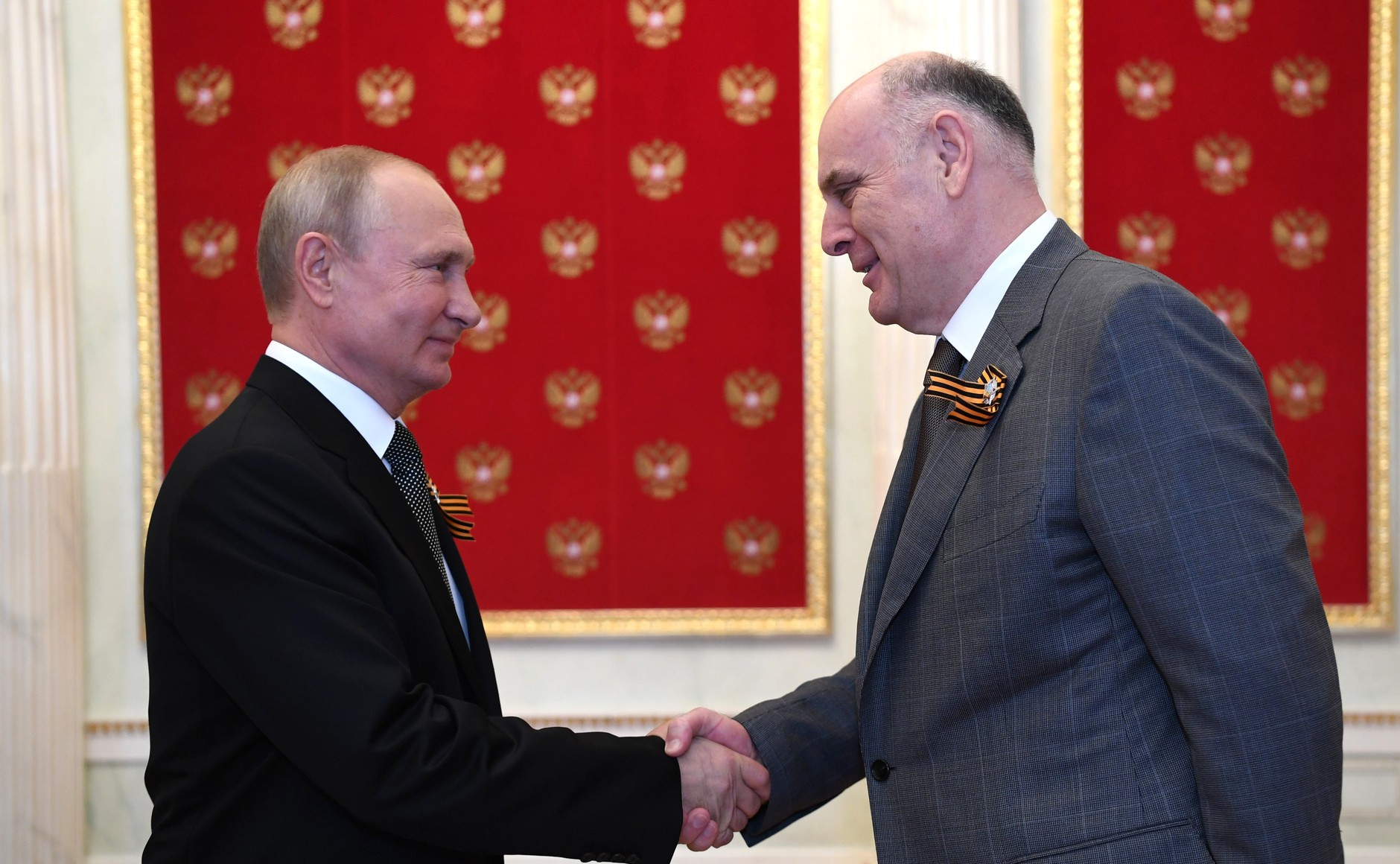
Rencontre de Bjania avec Vladimir Poutine en juin 2020.

Le 24 juin 2020, Bjania rencontre Vladimir Poutine à Moscou lors de la parade militaire du Jour de la Victoire, espérant la réouverture de la frontière abkhazo-russe fermée depuis la pandémie de Covid-19. Il retourne à Moscou le 7 septembre avec Anatoli Bibilov, le président autoproclamé d'Ossétie du Sud, pour demander une aide financière russe, puis encore le 26 octobre, mais ces deux visites s'achèvent sans résultat.
Bjania et Poutine se rencontrent en tête-à-tête pour la première fois le 12 novembre 2020 à Sotchi, une rencontre avant laquelle Bjania passe deux semaines en quarantaine. Cette rencontre est condamnée par la Géorgie et pousse les États-Unis à faire appel à l'établissement d'une présence de l'OSCE en Abkhazie. Largement médiatisées, les discussions entre les deux sont décrites comme « calmes » par le dirigeant russe et mènent à la signature d'un accord pour créer un « espace socio-économique commun », un programme condamné comme une étape vers une annexion russe par le gouvernement géorgien, la France, l'Allemagne et l'Ukraine. L'accord envisage l'intégration économique et financière de l'Abkhazie au sein de la Russie en harmonisant les réglementations sur les investissements, la douane, l'énergie, le secteur médical, l'éducation et la protection sociale d'ici 2024. Depuis la rencontre des deux présidents, la Russie réclame au gouvernement abkhaze l'abolition de l'interdiction de vente d'immobilier aux Russes, la privatisation du secteur énergétique en faveur des compagnies russes, la légalisation de la double citoyenneté abkhaze et russe et le transfert du monastère du Nouvel Athos à l'Église orthodoxe russe.
Le président Bjania soutient une plus grande coopération militaire avec la Russie : son ministère de la Défense est actuellement en négociations pour créer un espace aérien de défense commun et pour ouvrir une nouvelle base militaire russe en Abkhazie, des exercices militaires russes ont lieu en Abkhazie en juillet 2020, l'Abkhazie prend part pour la première fois dans les Jeux militaires internationaux de 2020 organisés par la Russie en août et Tbilissi accuse la Russie de stocker des armes biologiques dans la région. Le gouvernement abkhaze a annoncé un projet de simplification de l'obtention de la double nationalité russe et abkhaze d'ici 2023 et soutient la réduction des contrôles douaniers à la frontière abkhazo-russe, une proposition pour laquelle la Russie demande un contrôle plus effectif sur la contrebande d'armes à feu en Abkhazie. Ayant la double nationalité abkhaze et russe, Bjania fait campagne et vote en juin 2020 en faveur du référendum constitutionnel russe autorisant Vladimir Poutine à rester au pouvoir jusqu'en 2036.
À la suite des répercussions de la guerre au Nagorno-Karabakh qui voient la défaite de l'Arménie et de la république séparatiste d'Artsakh (un allié diplomatique de l'Abkhazie), Bjania se prononce en faveur de la création d'un système de défense commune avec la Russie, citant le manque d'accords de paix avec la Géorgie comme un risque pour la sécurité de la région. Il soutient également l'accession de l'Abkhazie à l'Union de la Russie et de la Biélorussie.
En juillet 2020, le parti politique russe Pour la vérité, fondé par le communiste Zakhar Prilepin, un proche allié de Vladislav Sourkov, déclare soutenir l'annexion par la fédération de Russie de l'Abkhazie et de l'Ossétie du Sud, une déclaration largement critiquée par l'Assemblée du peuple abkhaze et par le gouvernement de Bjania. Cette position de Sokhoumi est également critiquée par les forces politiques opposées à Bjania, qui soulignent les ouvertures faites par le dirigeant vers la Géorgie. En novembre, à la suite de la découverte d'une passerelle connectant clandestinement le village abkhaze Aïbga à la Russie et installée par le gouvernement russe, l'opposition abkhaze reproche à Bjania de ne pas intervenir immédiatement et condamner la construction illégale du pont. De nombreuses critiques ont également noté l'augmentation de problèmes douaniers à la frontière abkhazo-russe depuis l'inauguration de Bjania.

#### Politique extérieure
L'Abkhazie n'est reconnue que par la Russie, le Nicaragua, le Venezuela, la Syrie et Nauru, tandis que le reste de la communauté internationale considère la région comme une république autonome de la Géorgie. Le budget fédéral des États-Unis de 2021 interdit l'aide financière américaine à tout pays qui reconnaît l'indépendance de l'Abkhazie. La reconnaissance de l'Abkhazie par les autres membres de l'ONU est vue comme la principale priorité de la politique extérieure d'Aslan Bjania, qui décide de garder Daour Kové comme ministre des Affaires étrangères, une position qu'il occupe depuis 2016. Parallèlement, il nomme Akhra Avidzba, un ancien commandant de la guerre du Donbass et l'un des dirigeants des manifestations de Sokhoumi de janvier, comme son conseiller en relations internationales le 11 juin 2020. Avidzba devient le sujet d'un scandale national quand il est arrêté à la frontière abkhazo-russe le 7 août pour ne pas avoir payé ses dettes en Russie, malgré son statut diplomatique : il s'échappe et détruit le poste frontière . Avidzba quitte son poste le 9 novembre après avoir critiqué Bjania pour sa « perte de foi en notre cause commune », une démission possiblement liée au refus de Bjania d'accepter des réfugiés arméniens du Nagorno-Karabakh en Abkhazie.

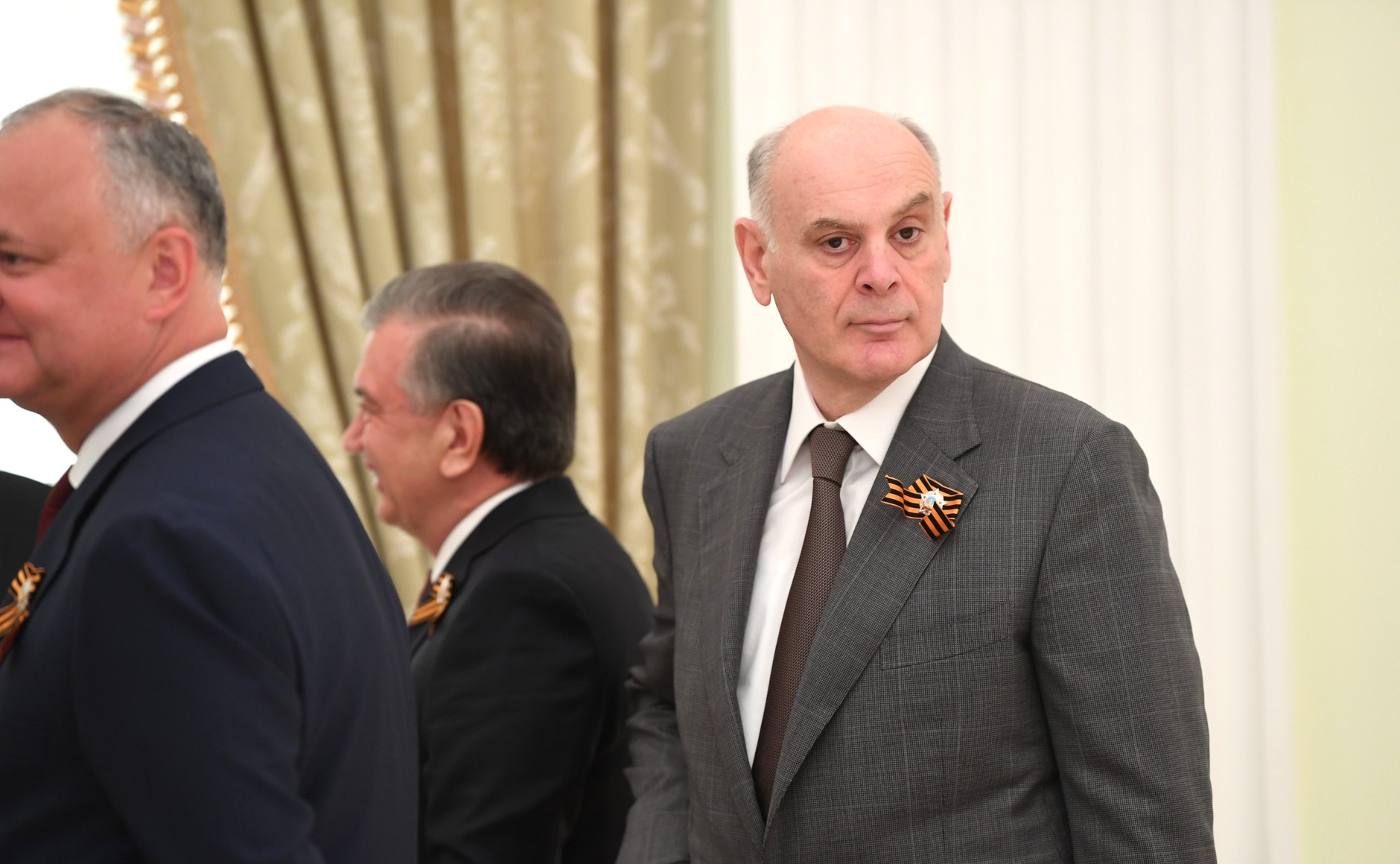
Aslan Bjania auprès d'autres dirigeants de l'ex-URSS en juin 2020.

Le gouvernement abkhaze maintient des relations avec d'autres États autoproclamés, tels que la Transnistrie, dont l'ambassadeur participe à l'investiture présidentielle, et l'Ossétie du Sud, une autre république séparatiste de la Géorgie. En septembre 2020, lors d'une crise politique à Tskhinvali, il fait appel à l'opposition et au gouvernement sud-ossète pour obtenir un accord et préserver la stabilité régionale.
La diaspora arménienne composant près de 20 % de la population d'Abkhazie (dont la majorité des régions de Goulripchi, Sokhoumi et Gagra), la communauté arménienne a une large influence auprès du gouvernement abkhaze. Bjania a qualifié le génocide arménien comme la « plus grave tragédie du XXe siècle », malgré la non-reconnaissance de ce génocide par la Géorgie. Il a largement condamné l'intervention militaire au Nagorno-Karabakh de 2020 et son administration a facilité l'envoi de mercenaires arméniens d'Abkhazie pour combattre l'Azerbaïdjan. À la suite du conflit et de la proposition par la Turquie de créer une plateforme pour la coopération transcaucasienne Géorgie-Arménie-Azerbaïdjan-Russie-Turquie-Iran, le gouvernement de Bjania demande à en faire partie.
Aslan Bjania est l'un des 22 chefs d'État à féliciter Alexandre Loukachenko lors de l'élection controversée présidentielle de 2020 et a exprimé son souhait d'établir des relations diplomatiques avec la Biélorussie, bien que Minsk reconnaisse l'intégrité territoriale de la Géorgie. En octobre, son chef d'administration Alkhas Kvitsinia rencontre le président autoritaire syrien Bachar el-Assad et inaugure l'ambassade d'Abkhazie en Syrie, une ouverture condamnée par Tbilissi.
Le 7 décembre 2020, Aslan Bjania signe un décret présidentiel adoptant le Concept de politique étrangère de la république d'Abkhazie, énumérant onze principes de la diplomatie abkhaze centrés sur la sécurité nationale et la reconnaissance internationale de l'Abkhazie. Parmi ces principes figurent l'incitation d'investissements internationaux et le développement du commerce international, le renforcement des relations stratégiques avec la Russie, la normalisation des relations avec la Géorgie et le développement de relations bilatérales avec les quelques pays ayant reconnu la république séparatiste.

### Politique interne

#### Politique fiscale
Aslan Bjania a critiqué durant sa présidence l'importante bureaucratie du gouvernement abkhaze et a promis une réduction du nombre d'employés du secteur public de 5 % avant la fin de 2022. Il s'est aussi opposé aux dépenses considérables des administrations présidentielles précédentes. Le budget du gouvernement séparatiste abkhaze de 2021 est de 10,7 milliards de roubles, soit une augmentation de 503 millions par rapport au budget de 2020, malgré une baisse de revenus de 254 millions de roubles durant la pandémie du Covid-19. Alors que ce budget représente les plus grandes dépenses de l'histoire de la république, Bjania a ordonné un moratoire sur l'achat de nouveaux véhicules pour la flotte gouvernementale.
Depuis le 1er janvier 2021, la totalité des revenus provenant de l'imposition foncière est distribuée entre les municipalités.
Les gouvernements russe et abkhaze sont actuellement en négociations en vue d'un prêt commercial de 3 milliards de roubles pour Sokhoumi, avec pour condition la finalisation des projets d'infrastructure en cours.

#### Gouvernements locaux
Une fois arrivé au pouvoir, Aslan Bjania limoge les administrateurs de chaque région d'Abkhazie, sauf celui de Goulripchi. À Sokhoumi, il remplace le maire Kan Kvartchia par Beslan Echba, un ancien vice-premier ministre sous le gouvernement de Raoul Khadjimba. Il remplace les gouverneurs locaux par de proches alliés qui se distinguent par leur jeunesse, tel que Iouri Khagouch à Gagra, le Géorgien Bagrat Bodjghoua à Goudaouta, Temour Otirba à Akhali Atosi et Stanislav Amitchba à Otchamtchiré. Sa nomination d'Harout Melkonian comme maire de Labra, un village arménien en Abkhazie, entraîne de larges protestations locales qui deviennent violentes en juin 2020, des manifestations causées par la réputation de corruption de Melkonian.
En septembre 2020, il reporte les élections municipales d'Abkhazie au 11 avril 2021 en raison de la pandémie de Covid-19.
L'unanimité des membres de la commission constitutionnelle nommés par Bjania en novembre 2020 soutient le renforcement des pouvoirs des gouvernements locaux, indiquant une possible réforme vers la décentralisation avec l'adoption d'une nouvelle constitution.

#### Géorgiens deGali

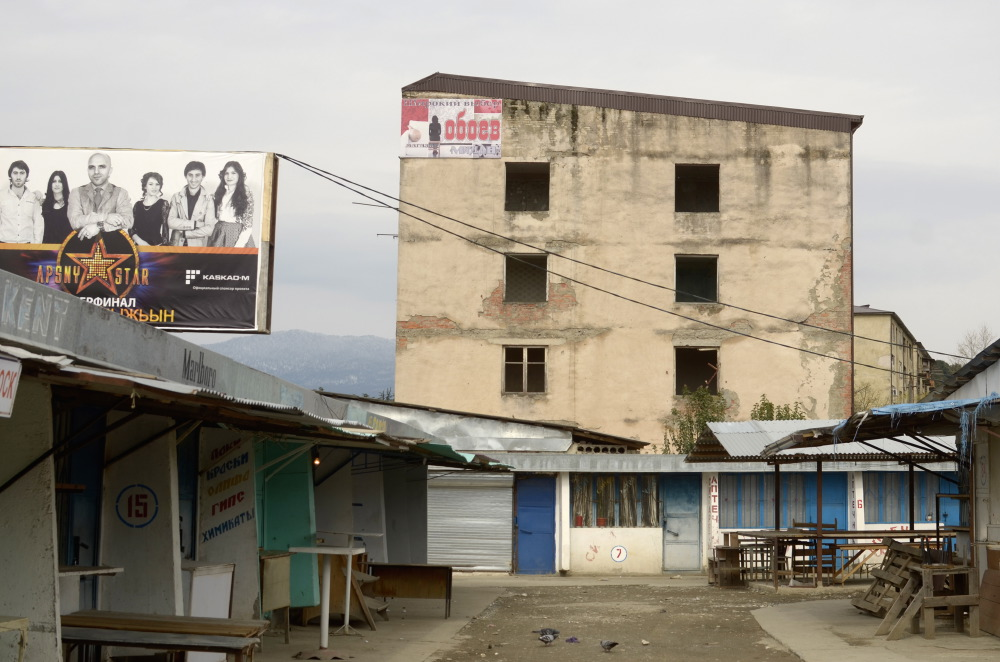
Gali

La situation des Géorgiens de la région de Gali est la source d'une crise humanitaire depuis la capture de la région par les forces abkhazes en 1994. Selon le recensement de 2011, les Géorgiens représentent 98 % de la population de Gali mais les différents gouvernements abkhazes ont ignoré la région, ne la contrôlant que grâce aux garde-frontières russes. La grande majorité de la population locale n'est pas intégrée par les autorités de Sokhoumi (sur 30 000 résidents, seulement près de 900 ont la citoyenneté abkhaze et le droit de vote) et la majorité dépend des programmes sociaux du gouvernement géorgien.

À Tbilissi, certains analystes s'attendent à un changement dans le traitement des Géorgiens de Gali avec l'élection de Bjania, mais celui-ci refuse de commenter la situation durant sa campagne électorale. Lors d'une réunion du cabinet gouvernemental le 3 juillet 2020, Bjania déclare : 
« Que signifie intégrer? Notre juridiction doit être reconnue dans la région de Gali comme dans les autres régions d'Abkhazie. Les personnes qui vivent dans le district de Gali et qui veulent acquérir la citoyenneté de manière légale, les personnes qui s'associent à l'État abkhaze et se considèrent comme faisant partie intégrante de celui-ci, ces personnes doivent être vues, elles doivent être entendues et un travail approprié doit être fait pour les intégrer. La seule différence, c'est qu'il s'agit d'une zone frontalière. »
 Sergueï Chamba est l'un des premiers dignitaires abkhazes à soutenir la distribution de passeports abkhazes à Gali et s'oppose à la politique raciste de ses prédécesseurs, reconnaissant que les Géorgiens ont historiquement vécu dans la région. Tandis qu'une grande partie de la classe politique abkhaze s'oppose à ces déclarations, citant la constitution abkhaze qui interdit la double nationalité, Bjania cite la double nationalité abkhaze et russe détenue par la majorité des citoyens d'Abkhazie comme précédent légal. Le 22 août, le premier ministre Alexandre Ankvab confirme un programme gouvernemental pour donner la citoyenneté abkhaze aux Géorgiens de Gali, menant à des protestations par l'organisation Arouaa.

Carte de Gali

Le président limoge Omar Bganba, gouverneur de Gali controversé nommé par Khadjimba, et le remplace par Konstantine Pilia, ancien président du conseil municipal de Gali et un parent de Bjania. Il annonce également un projet d'ouvrir un bureau présidentiel dans la région. La pandémie de Covid-19 affecte néanmoins la région gravement, la fermeture par Bjania du point de passage d'Engouri empêchant les résidents locaux de toucher leurs prestations sociales géorgiennes depuis février 2020. Au moins deux hommes meurent en tentant de traverser la ligne administrative illégalement afin d'obtenir leur pension géorgienne. En décembre 2020, Irakli Beboua, un Géorgien de Gali opposé au gouvernement séparatiste, est condamné à une peine de neuf ans de prison pour avoir brûlé le drapeau abkhaze, une condamnation vue comme une violation des droits de l'homme par Tbilissi et la communauté internationale.

#### Économie
Avec juste 4,1 % de la population abkhaze employée dans le secteur privé et un PIB total de 410,800 dollars, l'Abkhazie est l'une des plus pauvres entités dans le monde. Aslan Bjania a néanmoins priorisé le développement du commerce international, le citant comme l'une des priorités nationales diplomatiques dans le Concept de politique étrangère de la république d'Abkhazie. Le président soutient la réouverture, avec l'aide de la Russie, de l'aéroport international Vladislav Ardzinba de Sokhoumi, inactif depuis la guerre d'Abkhazie et est actuellement en négociations avec le ministère du Transport russe pour une inauguration avant 2024. L'Abkhazie est toutefois reconnue dans l'espace aérien de la Géorgie par l'Organisation de l'aviation civile internationale et l'aéroport ne peut fonctionner qu'avec l'accord de Tbilissi. À la suite de la guerre du Nagorno-Karabakh, Bjania a apporté son soutien pour la remise en fonction de la ligne de chemin de fer reliant l'Arménie à la Russie par la Géorgie (dont l'Abkhazie). Un tel projet a néanmoins besoin de l'approbation du gouvernement géorgien.

#### Criminalité
Durant sa campagne électorale, Bjania centre sa plateforme sur la lutte contre le crime et accuse le gouvernement de Khadjimba d'avoir falsifié les statistiques criminelles. Il désigne notamment l'existence de puissants clans criminels qui influencent un système juridique affaibli comme l'un des plus graves problèmes de l'Abkhazie et promet ouvertement de démissionner au bout de trois mois de son mandat si un progrès important n'est pas accompli par son administration. Sergueï Chamba, qui sert comme secrétaire du Conseil de sécurité nationale, cite le crime comme la plus grande menace à la sécurité nationale. Aslan Bjania nomme son allié Dimitri Dbar comme ministre des Affaires intérieures et lui confie la tâche de moderniser le portefeuille et d'augmenter la coopération entre le ministère et le parquet. Malgré les restrictions budgétaires liées à la pandémie du Covid-19, Bjania a promis une augmentation des salaires des employés du ministère des Affaires intérieures de 70 %.
Bjania a proposé un projet de loi criminalisant l'appartenance à des syndicats de crime organisés, une proposition déjà faite par le gouvernement de Khadjimba en 2019, mais l'Assemblée du peuple n'a pas encore accepté d'examiner le projet de loi. Dans une tentative de lutte contre la corruption publique, il fait appel aux citoyens abkhazes pour prévenir les autorités en cas de preuves de corruption politique et promet des arrestations en 24 heures. Sous sa présidence, une des priorités citées est la lutte contre la contrebande d'armes illégales venant de la Géorgie ou allant vers elle. Lors d'une déclaration publique en décembre 2020, Bjania critique ouvertement le manque de progrès dans la lutte contre la corruption et accuse le système judiciaire abkhaze de favoriser certaines organisations criminelles. Une opération spéciale policière le 10 février 2021 contre l’hôpital républicain de Sokhoumi pour arrêter deux médecins accusés de corruption devient controversée par l'utilisation de manœuvres démesurées, menant à la rédaction d'une lettre signée par 235 médecins abkhazes contre Bjania, l'accusant d'abus de pouvoir.
Le 15 mai 2020, une cache d'armes militaires et de munitions est découverte dans un appartement à Sokhoumi que Bjania lie a des responsables du SBG, dont Dato Akhalaïa. Ce dernier est suspect dans la fusillade de masse de novembre 2019 qui a causé la mort d'une jeune femme. Le 5 juin, une alerte à la bombe force l'évacuation de l'ambassade russe à Sokhoumi, tandis qu'une attaque sur la maison de l'ancien président Vladislav Ardzinba est vue comme une action criminelle. En septembre, Bjania s'oppose publiquement à une amnistie massive approuvée par l'Assemblée du peuple, citant un grand nombre de criminels endurcis relâchés dans la société abkhaze, mais n'a pas le pouvoir d'imposer son droit de veto.

#### Énergie
La question pétrolière est un sujet politique controversé en Abkhazie depuis la reconnaissance de son indépendance par la Russie en 2008. Les gouvernements successifs ont soutenu l'exploration pétrolière, critiquée par Bjania durant son rôle de dirigeant de l'opposition. Durant sa présidence, Alexandre Ankvab est accusé de corruption pour l'approbation d'un contrat pétrolier avec Apsny Oil, une compagnie abkhaze obscure avec des liens financiers à des comptes offshores russes à Chypre. En juillet 2020, Bjania promet néanmoins de donner des droits d'exploration pétrolière à Apsny Oil dans les régions d'Otchamtchiré, Tkvartcheli et Gali (régions avec une large population géorgienne) et dans la mer Noire, en violation de la loi géorgienne sur les territoires occupés. Sergueï Chamba s'est opposé à cette décision, appelant à la formation d'une compagnie pétrolière d'État pour garantir la transparence des revenus. L'idée de l'exploration pétrolière en Abkhazie avance tandis que le gouvernement géorgien ouvre pour la première fois ses côtes de la mer Noire à la privatisation et que la Turquie annonce la découverte de champs pétrolifères dans la même mer.
Une crise énergétique frappe l'Abkhazie depuis 2018 et l'expansion d'usines de crypto-monnaie à travers la république autoproclamée, bénéficiant d'un marché noir important et de sources électriques gratuites offertes par la Géorgie à la population abkhaze. L'interdiction sur ces usines introduites par le gouvernement de Khadjimba n'a fait qu'augmenter la production de crypto-monnaies en Abkhazie en alimentant un marché noir puissant et Bjania signe un décret le 23 septembre 2020 légalisant l'exploitation minière du Bitcoin et imposant certaines réglementations sur les usines afin de contrôler l'utilisation électrique. En deux mois, seules 20 % des centrales de production de crypto-monnaies sont légalisées et le gouvernement de Bjania interdit de nouveau mais temporairement la production le 8 décembre. La lutte contre la production de crypto-monnaies est toutefois largement considérée comme ayant échoué et en février 2021, l'Abkhazie enregistre un nouveau record de consommation énergétique.

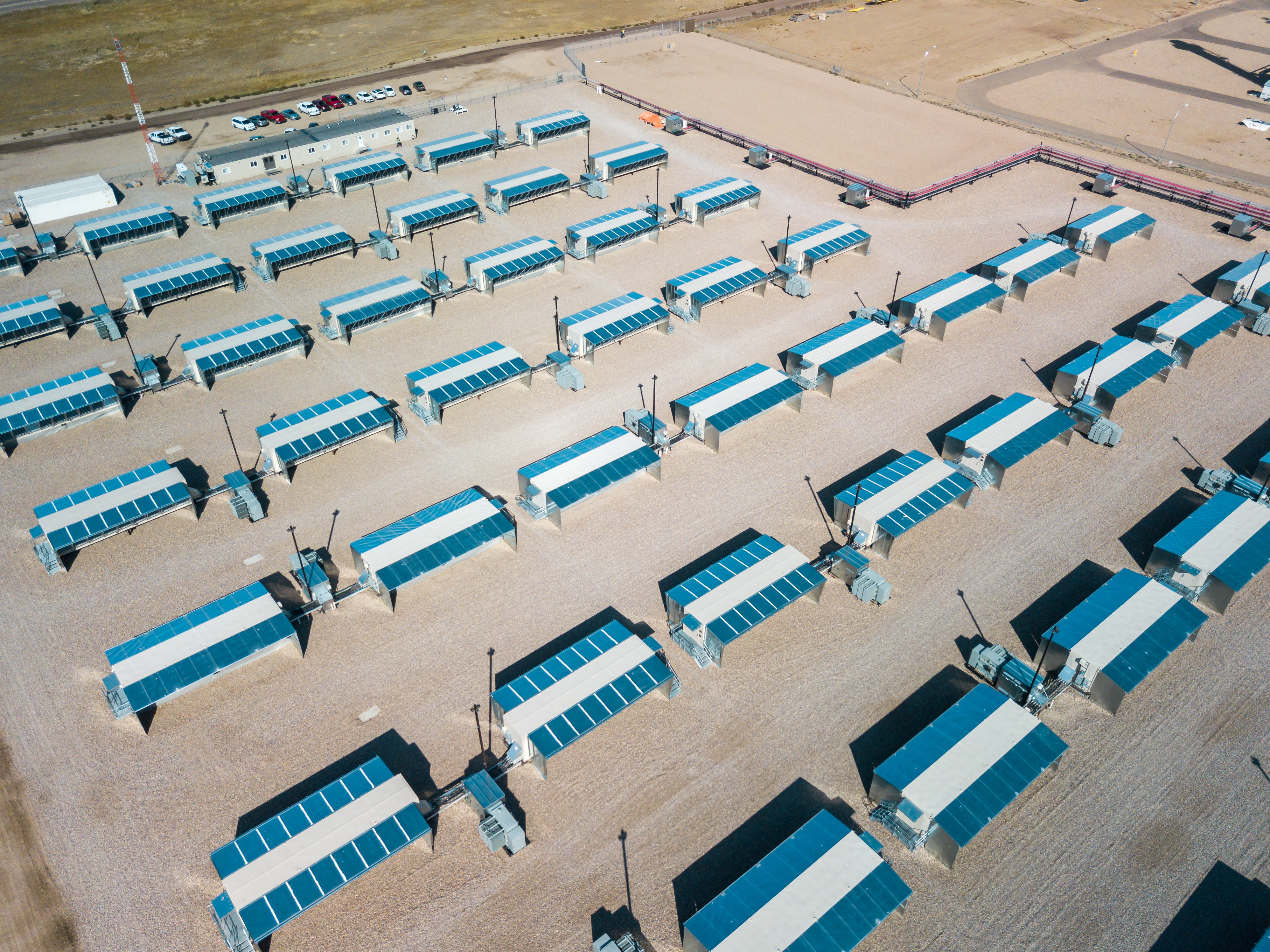
Photographie aérienne de l'installation minière Bitcoin de Hut 8 à Medicine Hat, en Alberta (Canada).

L'Abkhazie se prépare à la fermeture de la station hydroélectrique d'Engouri, une centrale sous administration conjointe abkhazo-géorgienne et qui affecte la majorité de l'électricité utilisée par l'Abkhazie, de février à mai 2021 à des réparations qui risquent de provoquer une série de pannes électriques massives dans la région. Malgré une opposition initiale, son gouvernement envisage une augmentation des tarifs d'électricité. Le 15 novembre 2020, Tchernomorenergo, la compagnie publique électrique d'Abkhazie, provoque des coupures nationales contrôlées trois fois par jour, une décision controversée mais justifiée par le président pour économiser les réserves électriques de la république.
En janvier 2021, Bjania lance une réponse politique à la crise énergétique en donnant instruction aux gouverneurs de former des « quartiers-généraux » sous leur direction et les menaçant de limogeage dans le cas d'échec à baisser la consommation électrique dans leur circonscription. Il est possible que le limogeage du gouverneur d'Otchamtchiré Stanislav Amitchba, dont la circonscription a vu une augmentation de 56 % d'utilisation d'électricité depuis 2019, soit lié à cet ordre. La démission du ministre des Impôts et du directeur de la douane en février est aussi attribuée à la crise énergétique.
Il propose de même une amende de 1 million de roubles pour chaque mégawatt d'électricité utilisé illégalement. Le président a demandé le soutien de la Russie dans la fourniture d'énergie durant la crise et a fait appel à Vladimir Poutine directement pour son aide dans le recours au gaz de l'Abkhazie afin de faire cesser la dépendance abkhaze au barrage d'Engouri. La Russie fournit une partie des demandes électriques de l'Abkhazie depuis décembre 2020, pour une dette totale de 1,5 milliard de roubles.

### Pandémie de Covid-19
Le premier cas de Covid-19 est détecté chez un patient revenant de Moscou le 30 mars 2020, mais ce cas n'est enregistré que par la Géorgie, qui soigne le patient à Zougdidi. Le premier cas officiellement enregistré par le gouvernement abkhaze est déclaré le 7 avril dans la municipalité de Gagra chez un patient revenant également d'un voyage en Russie. Le premier décès est rapporté le 26 avril, une femme de Goudaouta de 95 ans.
La pandémie du nouveau coronavirus obligeant déjà aux fermetures économiques de la Géorgie et Russie lors de son arrivée au pouvoir, l'un des premiers décrets présidentiels d'Aslan Bjania est d'étendre les mesures restrictives adoptées par le gouvernement intérimaire de Valeri Bganba jusqu'au 15 mai, dont la fermeture d'écoles, de restaurants, cafés, spas, salons de beauté et de lieux de rencontres publiques, l'interdiction d'évènements culturels, sportifs et des mariages, ainsi que la fermeture de la frontière abkhazo-russe. Ces mesures sont renouvelées à de nombreuses reprises jusqu'au 15 juin, tandis que certaines restrictions sont progressivement abolies, telles que les mesures sur le transport public le 29 avril et sur les évènements publics le 12 juin. Une tentative par le ministère des Affaires intérieures de réimposer le couvre-feu imposé par Bganba est annulée à la suite des critiques de l'opposition. Le 24 novembre, les restrictions publiques sont prolongées jusqu'au 21 janvier 2021, puis jusqu'au 10 mars. L'éducation publique est suspendue le 1er décembre, une décision controversée sans système d'éducation en ligne mis en place, jusqu'au 10 février 2021.
Isolé par le conflit abkhazo-géorgien, le système de santé abkhaze se révèle trop faible pour lutter contre la pandémie. Le seul laboratoire local capable d'administrer des tests pour détecter le Covid-19 se retrouve bientôt en pénurie de tests et le gouvernement abkhaze est contraint de faire un appel aux volontaires pour aider le personnel médical de la république. Le gouvernement est largement critiqué pour ne pas offrir des aides financières aux industries les plus touchées par la crise économique mondiale et le 22 juillet, l'Assemblée du peuple augmente les salaires des employés publics. Des médecins russes arrivent pour aider les hôpitaux abkhazes le 9 août, tandis que la Géorgie facilite la livraison d'aide médicale à l'Abkhazie par le PNUD, UNICEF et l'OMS pour un montant total de 4 millions de laris. Quelque 250 patients abkhazes sont soignés en Géorgie gratuitement. Durant la grippe saisonnière de l'hiver 2020-2021, la Géorgie offre 10 000 doses de vaccins contre la grippe à l'Abkhazie.
L'une des priorités du gouvernement abkhaze a été la réouverture de la frontière abkhazo-russe afin de venir en aide à l'industrie touristique, mais doit faire face à un refus initial par Moscou. La fermeture de la frontière est ainsi étendue à de nombreuses reprises par Bjania (le 15 juillet, le 21 juillet, puis le 28 juillet jusqu'au 4 août). La décision d'étendre la fermeture du 28 juillet est faite à la suite de l'infection du député Levon Gaoultsian, menant à l'annulation d'une rencontre d'urgence entre le président et l'Assemblée du peuple et à des manifestations à Gagra. Le 30 juillet, il visite Moscou et annonce par surprise la réouverture de la frontière pour le 1er août avec le premier ministre russe Mikhaïl Michoustine. La décision est largement critiquée par les autorités médicales abkhazes, qui sont menacées de limogeage par le premier ministre Alexandre Ankvab.
Le 22 juillet, deux nouveaux patients sont détectés en Abkhazie une semaine après que la région ait retrouvé son statut de « zone verte ». La réouverture de la frontière avec la Russie aggrave la situation et le village de Labra est mis en quarantaine de deux semaines le 25 août. Le 11 septembre, 24 Galiens travaillant dans la centrale électrique d'Engouri sont infectés et Ankvab convoque une session d'urgence pour discuter les prochaines étapes du gouvernement. De nouvelles restrictions sont imposées le 1er octobre. Le 3 novembre, Bjania visite Moscou et rencontre Hazret Sovmen, ancien président de la république d'Adyguée, qui fait une donation de 50 millions de roubles pour aider l'Abkhazie à lutter contre la pandémie. Le gouvernement abkhaze a dépensé 500 millions de roubles pour lutter contre la pandémie sous Bjania.
Au 15 mars 2021, un total de 13 041 cas de Covid-19 sont rapportés en Abkhazie, soit près de 5 % de la population totale de la république, dont 204 décès. Depuis le mois de décembre, les hôpitaux abkhazes sont à pleine capacité. Sokhoumi a fait une demande de 10 000 doses du Gam-COVID-Vac russe.
Aslan Bjania est lui-même atteint du Covid-19 entre le 27 décembre 2020 et le 12 janvier 2021. Son infection est suivie par celle du premier ministre Alexandre Ankvab et du ministre des Affaires étrangères Daour Kové.

### Manifestations de 2021
Les tensions entre le gouvernement de Bjania et son opposition augmentent à partir de février 2021 et sont centrées autour du soutien par le président envers la normalisation des relations de l'Abkhazie avec Tbilissi. Arouaa prend rapidement la tête du mouvement d'opposition en tant qu'organisation sans affiliation politique. Le 1er février, elle compare l'idée de légaliser le commerce avec la Géorgie propre à une trahison nationale.

## Manifestations de 2024 et démission
En novembre 2024, des manifestations et troubles éclatent en Abkhazie à la suite du refus de la population d'une décision prise par les autorités. Le projet prévoit un accord d'investissement avec la Russie, qui est critiqué et accusé de « favoriser les intérêts commerciaux russes ». Des affrontements éclatent notamment devant le Parlement, dont l'entrée est forcée par les manifestants,.
Le 19 novembre 2024 au matin, alors que la mobilisation se poursuit, Aslan Bjania annonce sa démission de la présidence de l'Abkhazie. Il avait affirmé un jour plus tôt à des médias russes qu'il resterait en fonction malgré les protestations. Dans sa lettre adressée au Parlement abkhaze, il explique sa démission par sa volonté « de maintenir la stabilité et l'ordre constitutionnel dans le pays ». Selon Interfax, sa démission s'accompagne de celles du Premier ministre Alexandre Ankvab et du chef du Service de sécurité d'État Dmitri Dbar, qui quittent leurs fonctions après des négociations avec l'opposition de la région séparatiste. 
Il est remplacé par son vice-président Badra Gounba à titre d'intérim. Celui-ci est candidat lors de l'élection présidentielle suivante et est officiellement élu président de la république d'Abkhazie le 1er mars 2024.